# Armoriale dei santi
In araldica, un armoriale è una raccolta di armi o stemmi. Questa voce raccoglie stemmi in cui compaiono santi. I santi compaiono frequentemente nell'araldica, soprattutto in quella civica, dato che molti comuni amano inserire nel proprio stemma il proprio santo protettore o quello da cui derivano il nome.

## Salvator mundi
|  | Mazara del Vallo (comune della provincia di Trapani) D'argento alla muraglia al naturale aperta di nero, con fascia d'oro; dalla muraglia emergono, a destra, un minareto ed a sinistra un castello turrito; sopra la porta della muraglia trovasi la figura del Salvatore in atto di benedire. |

## A

### Sant'Acacio di Armenia
Sant'Acacio di Armenia, il principale dei Diecimila martiri armeni, ricorrenza il 22 giugno.
|  | Grünsfeldhausen (quartiere di Grünsfeld, Germania) (DE) In Silber auf grünem Boden stehend der heilige Achatius mit rotem Bischofsgewand und goldenem Nimbus, in der Rechten ein goldenes Kreuz und in der Linken ein goldenes Buch haltend D'argento, al Sant'Acacio in piedi su un terreno di verde, vestito da vescovo di rosso, nimbato d'oro, tenente nella mano destra una croce d'oro e nella sinistra un libro dello stesso. |

### Sant'Adalberto
Sant'Adalberto di Praga, vescovo e martire del X secolo
|  | Mława (città polacca)             |
|  | Radzionków (città polacca)        |
|  | Serock (comune della Polonia)     |
|  | Strekov (comune ungherese)        |
|  | Trzemeszno (comune della Polonia) |

### Santa Afra di Augusta
Attributi: rogo
|  | Täferrot (comune tedesco) |

### Sant'Agapito
Sant'Agapito di Palestrina, martire del III secolo
|  | Sant'Agapito (comune della provincia di Isernia) |

### Sant'Agata
Sant'Agata, vergine e martire del III secolo

Attributo principale: una o due mammelle tagliate

Attributi aggiuntivi: forbici, coltello, tenaglie, fuoco, cocci, Etna in eruzione, velo, un vecchio (san Pietro accompagnato da un fanciullo che porta un lume)
|  | Sant'Agata del Bianco (comune della provincia di Reggio Calabria) D'azzurro, all'effigie di Sant’Agata, vestita di cremisi, aureolata d'oro, tenente con la sinistra un ramo verde di palma e con la destra una tenaglia. |
|  | Sant'Agata di Puglia (comune della provincia di Foggia) D'oro, all'effigie di sant'Agata, il viso, il volo, le mani di carnagione, cappelluta di nero, aureolata di nero, tenente con la mano destra il piatto di nero con i due seni di carnagione, con la mano sinistra la palma del martirio, di verde, posta in sbarra, la Santa vestita d'azzurro, ammantata di rosso, sostenuta dalla pianura diminuita, di verde.                                                                                     |
|  | Sant'Agata di Esaro (comune della provincia di Cosenza) D’azzurro, alla figura di sant’Agata, vestita di bianco, aureolata d’oro, impugnante con la sinistra un ramo di giglio fiorito di quattro al naturale, posto in palo; il tutto attraversante un maialino, pure al naturale, fermo e rivoltato. |
|  | Sant'Agata sul Santerno (comune della provincia di Ravenna) Troncato semipartito: nel 1° d’argento, alla figura di sant’Agata nascente in maestà di carnagione, crinata al naturale, aureolata d’oro, vestita d’azzurro con manto di rosso, la mano destra ostentante un piatto con le sue mammelle recise di carnagione, la sinistra tenente un ramo di palma di verde; nel 2° d’azzurro, all’aquila d’argento; nel 3° di rosso, al castello d’argento, merlato alla guelfa, aperto e finestrato del campo. |

### Sant'Albano di Magonza
Attribuito principale: ritratto con in mano la propria testa
|  | Matrei in Osttirol (comune austriaco) |

### Santa Aldegonda
Santa Aldegonda, o Alda, di Maubeuge, vergine e martire
|  | Alken (comune belga)            |
|  | Sankt Aldegund (comune tedesco) |

### Sant'Alessandro di Bergamo
Attribuito principale: veste di soldato romano, vessillo recante un giglio bianco, palma del martirio
|  | Albano Sant'Alessandro (comune della provincia di Bergamo) Partito: il primo d'oro, alla stella saldata d'argento di sei punte; il secondo di rosso, all'effigie di sant'Alessandro d'oro. |

### Sant'Alessio
|  | Sant'Alessio con Vialone (comune della provincia di Pavia) Partito: il primo di cielo, alla effigie di sant'Alessio, il viso, le mani, le gambe di carnagione, barbuto e capelluto di nero, aureolato d'oro, vestito con la tunica di rosso, munita della sacca d'argento a destra, e con il mantello di verde, il Santo mirante il crocifisso d'oro tenuto dalla mano destra, tenente stretto al petto con il braccio sinistro il bordone, al naturale, il Santo calzato di cuoio dello stesso e sostenuto in punta; il secondo di verde, alle due pannocchie di riso, ordinate in palo, d'oro; il tutto sotto il capo di rosso, caricato della croce di argento. |

### Sant'Altone di Altomünster
|  | Altomünster (comune della Germania) (DE) In Blau der wachsende, golden nimbierte heilige Alto mit silberner Mitra, silbernem Mantel und rotem Gewand, eine eintürmige, rot bedachte silberne Kirche haltend; unterhalb dieser ein goldenes Schildchen, darin eine schwarze heraldische Lilie. |

### Sant'Amando
Amando di Maastricht
vescovo e missionario franco
|  | Neuville-Saint-Amand (comune francese) D'azzurro, al busto di vescovo mitrato, addestrato da un pastorale e sinistrato da una croce patriarcale, il tutto d'argento. |

### Sant'Ambrogio
Attributo principale: alveare, staffile tripartito, veste vescovile

Attributi aggiuntivi: api, bambino in culla, ossa, gabbiano
|  | Vessillo della Repubblica Ambrosiana di Milano, che durò dal 13 agosto 1447 fino al 1450 |

### Sant'Anastasio
Sant'Anastasio, detto il Persiano, monaco del VII secolo.
|  | Rignano Flaminio (comune della città metropolitana di Roma) Di azzurro, a sant'Anastasio, vestito con piviale d'argento, tenente nella mano destra un pastorale d'oro e nella sinistra una corona anch'essa d'oro, il Santo affiancato dalle lettere maiuscole S e A dello stesso. |

### Sant'Andeolo
Sant'Andeolo martire di Viviers
|  | Saint-Andiol (comune francese) Di nero, al sant'Andeolo d'argento                                           |
|  | Saint-Andéol-de-Clerguemort (comune delegato francese) D'azzurro, al sant'Andeolo vestito da diacono, d'oro |

### Sant'Andrea
Attributo principale: croce in decusse

Attributi aggiuntivi: reti, fune
|  | Jelsi (comune della provincia di Campobasso) D'oro, al mezzo busto di Sant'Andrea Apostolo, di carnagione, con la testa alquanto volta a destra, capelluta di nero, aureolata di rosso, le spalle vestite di azzurro, essa effigie accompagnata in ognuno dei cantoni dalla crocetta di Sant'Andrea di rosso. Ornamenti esteriori da Comune. (D.P.R. del 17 maggio 2002) |
|  | Rueun (frazione di Ilanz/Glion, Svizzera) Di rosso, al busto di sant'Andrea apostolo d'oro, nimbato d'argento, tenente davanti a sé la croce di Sant'Andrea al naturale. |
|  | Saint-André-les-Alpes (comune francese) Di verde, alla decusse d'oro, al Sant'Andrea di carnagione, vestito di rosso, attraversante sul tutto. |
|  | Sant'Andrea Apostolo dello Ionio (comune in provincia di Catanzaro) D'oro, alla effigie di sant'Andrea apostolo, in maestà, con il viso, i polsi, le mani, i piedi di carnagione, i piedi calzati con sandali di cuoio naturale, il Santo aureolato d'oro, capelluto e barbuto di nero, con la tunica di verde e con il manto rosso bordato d'oro, tenente con la mano destra la croce decussata, di nero, il polso destro munito di nastro rosso con due pesci d'oro, posti in palo, uniti al nastro; tenente con la mano sinistra il libro d'oro con il dorso visibile, la parte inferiore della effigie e la parte inferiore della croce attraversanti sulla campagna di azzurro. |
|  | Sant'Andrea di Conza (comune della provincia di Avellino) Di rosso, all'effigie di sant'Andrea Apostolo, posto di tre quarti verso destra, con il viso, le mani e i piedi di carnagione, barbuto e capelluto di nero, aureolato d'oro, vestito con il saio e cinto da una fascia dello stesso, tenente nella mano destra un pesce d'azzurro, posto in palo, il braccio sinistro seminascosto e nell'atto di sorreggere la croce detta di sant'Andrea, di nero, posta alle spalle. |
|  | Złoczew (comune della Polonia) |

### Sant'Andrea Bobola
Sant'Andrea Bobola, martire polacco del XVI secolo
|  | Czechowice-Dziedzice (comune della Polonia) |

### Aniano di Orléans
Sant'Aniano, o Agnano, di Orléans, vescovo del IV-V secolo
|  | Bègues (comune francese) Di rosso, all'effige di sant'Aniano d'oro, posto nella nicchia d'argento, aperta d'oro, con la campagna ondata cucita d'azzurro, caricata di tre spighe di grano d'oro, disposte in ventaglio. |

### Sant'Anna
|  | Pomiechówek (comune della Polonia) Stemma adottato nel 2013. |
|  | Schaag (quartiere di Nettetal, Germania)                     |
|  | Sankt Annen (comune della Germania)                          |

### Sant'Ansgario
Sant'Oscar di Brema, Anscario o Ansgario, monaco benedettino del IX secolo, fu il primo missionario cristiano presso le popolazioni delle attuali Danimarca e Svezia e divenne arcivescovo di Amburgo e poi di Brema.
|  | Wilstedt (comune tedesco) |

### Sant'Antonio Abate
Attributo principale: bastone a tau, porcellino, fuoco, veste monacale

Attributi aggiuntivi: campanello, animali delle stalle (cavalli, cani, porci) insieme, veste vescovile, libro
|  | Allendorf (quartiere di Sundern (Sauerland), Germania) (DE) In Blau stehend der Heilige Antonius der Eremit mit silberner Kutte, golden nimbiert, in der Rechten einen goldenen Stab, in der linken eine goldene Glocke.           |
|  | Auribeau-sur-Siagne (comune della Francia) D'argento, al sant'Antonio abate di carnagione, vestito e aureolato d'oro, barbuto del campo, tenente tra le mani il libro aperto dello stesso, il tutto posto sulla terrazza di verde. |
|  | Coupelle-Neuve (comune della Francia) Inquartato: nel 1º e nel 4º scaglionato d'oro e di rosso di dodici pezzi; nel 2º e nel 3º d'oro, al sant'Antonio abate di carnagione, vestito di rosso.                                      |
|  | Merfeld (quartiere della città di Dülmen, Germania) |
|  | Navas de San Antonio (comune della Spagna) |
|  | Sant'Antonio (quartiere della città di Bellinzona, Svizzera) |
|  | Tönisberg (quartiere della città di Kempen, Germania) |

### Sant'Antonio di Padova
Sant'Antonio di Padova, sacerdote e dottore della Chiesa del XIII secolo

Attributo principale: Gesù Bambino, giglio, veste francescana

Attributi aggiuntivi: libro, pesce
|  | Vértestolna (comune del distretto di Tata, Ungheria) |
|  | Maišiagala (comune della Lituania)                   |

### Sant'Arsenio
Sant'Arsenio il Grande, eremita del IV-V secolo, fu uno dei Padri del deserto
|  | Sant'Arsenio (comune della provincia di Salerno) D'azzurro, ad un santo eremita vestito di nero, con la testa circondata da un’aureola d’oro, tenente nella destra una ghirlanda di bacche di cipresso e nella sinistra un pastorale, sostenuto da un breve terrazzo di verde movente dalla punta dello scudo, il tutto cucito. |

### Sant'Audomaro
Audomaro di Thérouanne, vescovo francese del VII secolo.
|  | Dohem (comune della Francia) Partito: nel 1º di rosso, al leone d'argento, tenente nella branca destra un cuore d'oro; nel 2º di nero, al sant'Audomaro benedicente di carnagione, vestito da vescovo d'argento. |

### Sant'Aventino eremita
Aventino di Larboust fu un santo francese e un eremita dell'VIII secolo.
|  | Saint-Aventin (comune della Francia) Inquartato: il 1° di rosso, al busto di sant'Aventino d'argento, capelluto e barbuto di nero, vestito e nimbato d'oro; il 2° d'argento (o azzurro) alla testa e il collo di toro di nero, cornato d'argento; il 3° di nero all'orso passante d'argento; il 4° di rosso, alla torre d'oro, aperta e finestrata di nero. |

## B

### Santa Barbara
Vergine e martire del III secolo
|  | Forst (Baden-Württemberg) (comune della Germania) D'azzurro, alla santa Barbara d'argento, sulla campagna di verde, coronata e nimbata d'oro, tenente nella mano destra una torre di rosso e appoggiata con la sinistra a una spada d'oro. |
|  | Ruda Śląska (comune della Polonia) |

### San Bartolomeo
San Bartolomeo fuo uno dei dodici apostoli che seguirono Gesù. È spesso rappresentato con un coltello e con in mano la sua stessa pelle perché secondo la tradizione avrebbe subito un atroce martirio, condannato a essere scuoiato vivo e poi decapitato.
Attributo principale: coltello

Attributi aggiuntivi: pelle
|               | Čadca (comune slovacco) Partito: nel 1º di verde, a tre alberi piantati su tre colline, due alberi di latifoglie quelli laterali, una conifera più alta quello centrale, il tutto d'argento; nel 2º di rosso, al san Bartolomeo capelluto e barbuto di nero, aureolato e vestito d'oro, tenente nella mano destra un coltello d'argento. |
| Lipari-Stemma | Lipari (comune della provincia di Messina) Su sfondo azzurro è rappresentato un castello fortificato e merlato, dotato di tre torri, di cui quella centrale è la più alta. All'ingresso del castello è rappresentato san Bartolomeo, patrono del comune. In alto è riportato il motto "Per troppo fedeltà porto corona". Lo stemma risale agli inizi del XIII secolo.                                                                                                  |
|               | Jerez de los Caballeros (comune spagnolo) D'argento, al san Bartolomeo di carnagione, nimbato d'oro, tenente nella mano destra un coltello d'argento e nella sinistra un libro al naturale, sostenuto da un diavolo di carnagione, disteso ai suoi piedi, imprigionato al collo da una catena di nero, accompagnato nel cantone destro del capo da un leccio di verde, ghiandifero d'oro, e nel cantone sinistro del capo da un mazzo di cisto di verde, legato d'oro. |
|               | Kočevje (comune sloveno) |
|               | Pertteli (comune della Finlandia) Di nero, al san Bartolomeo d'argento, aureolato d'oro, tenente con la destra un coltello dello stesso, manicato di rosso, e con la sinistra un libro pure d'oro, con una croce di rosso. |

### San Basilio Magno
Attributo principale: pallio (o omoforio), colomba dello Spirito Santo, veste vescovile

Attributi aggiuntivi: croce russa
|  | Basiano (comune della provincia di Milano) Campo di cielo, a san Basilio di carnagione, in maestà, aureolato d'oro, vestito di rosso, con mantello di porpora e pallio di bianco, fermo sulla campagna erbosa, addestrato, sullo sfondo, da un monastero d'argento.                                    |
|  | San Basile (comune della provincia di Cosenza) D'oro, alla figura di san Basilio, di carnagione, in maestà, mitrato d'argento, vestito con l'ampia tunica di verde, con le braccia allargate, benedicente con la mano destra, impugnante il pastorale di azzurro, posto in palo, con la mano sinistra. |

### San Baudelio di Nîmes
San Baudelio di Nîmes, martire
|  | Saint-Bauzille-de-Montmel (Francia) D'azzurro, al san Baudelio tenente con la destra una palma, il tutto d'oro. |
|  | Saint-Bauzille-de-Putois (Francia) Di rosso, al san Baudelio d'argento, tenente con la destra una palma d'oro.  |

### San Benedetto da Norcia
Attributi principali: cocolla, libro della regola e bastone pastorale
|  | Cépie (comune in Francia) |

### San Benedetto martire
San Benedetto, martire del IV secolo
|  | San Benedetto del Tronto (comune della provincia di Ascoli Piceno) D'argento al guerriero all'antica aureolato e tenente la palma nella destra, nella sinistra l'elsa della spada, in maestà dinanzi a una torre movente dal mare, il tutto al naturale. |

### San Berardo dei Marsi
Attributi principali: mitra e bastone pastorale
|  | Pescina (comune della provincia dell'Aquila) Di azzurro, al San Berardo in maestà, il viso e le mani di carnagione, capelluto e barbuto d'argento, aureolato di rosso, il capo coperto dalla mitria d'oro, bordata di verde, ornata da due crocette di rosso e dal filetto centrale e verticale di verde, benedicente con la mano destra, tenente con la mano sinistra il pastorale d'oro, posto in sbarra alzata, il santo vestito con la lunga tunica di argento munita di cingolo rosso, con la stola dello stesso, frangiata d'oro ed ornata da crocette dello stesso, con il manto rosso, bordato d'oro, il Santo recante sul petto la croce pettorale d'oro, calzato dello stesso sostenuto dalla pianura diminuita di verde. Sotto lo scudo, su lista bifida e svolazzante di azzurro, il motto in lettere maiuscole di nero: PISCINA CIVITAS MARSORUM. (D.P.R. del 25 ottobre 2000) |

### San Bernardo di Chiaravalle
Bernardo di Chiaravalle, monaco, abate e teologo francese dell'ordine cistercense, fondatore dell'abbazia di Clairvaux nel 1115.
|  | Eußerthal (comune della Germania) D'azzurro, a san Bernardo, seduto su un trono d'oro, aureolato e vestito con camice dello stesso, con la mano destra sollevata nell'atto di benedire, e tenente nella sinistra un pastorale, anch'esso d'oro. |

### San Biagio di Sebaste
San Biagio, vescovo e martire del IV secolo

Attributo principale: pettine da cardatore, veste vescovile

Attributi aggiuntivi: candele
|  | Abtenau (comune austriaco nel Salisburghese) |
|  | Asunción (Paraguay) Inquartato: il 1°, di azzurro, all'immagine di Nostra Signora di Asunción, su una nuvola, il tutto d'argento; il 2°, di azzurro, all'effigie di San Biagio che alza il braccio destro in atteggiamento benedicente e tiene un pastorale nella mano sinistra, il tutto d'argento; il 3°, d'azzurro, al castello d'argento, finestrato d'azzurro; il 4°, d'azzurro, all'albero movente dal fianco destro, un leone con la coda arrotolata intorno a una palma, il tutto d'argento. Ordenanza 208/01. |
|  | Porano (comune della provincia di Terni) |

### San Bonifacio
San Bonifacio, vescovo e monaco dell'ordine benedettino dell'VIII secolo, vescovo di Magonza, evangelizzatore della Germania.
Attributi: ascia, pastorale, spada la cui lama infilza un Vangelo
|  | Bad Salzungen (città tedesca) (DE) Auf blauem Grund ein Bischof in goldenem Ornat mit roten Schuhen, in der rechten Hand einen goldenen Krummstab und in der linken Hand ein rotes Buch mit schwarzem Kreuz. |

### San Botvido di Svezia
San Botvido, evangelizzatore della Svezia e martire del XII secolo.
Attribuiti principali: l'ascia e il pesce
|  | Botkyrka (Svezia) Di rosso al san Botvido d'oro, tenente nella mano destra un'ascia e nella sinistra un pesce, entrambi d'argento. |

### Santa Brigida d'Irlanda
Santa Brigida d'Irlanda o Brigida di Kildare, religiosa e badessa irlandese del V-VI secolo.
|  | Ommen (comune dei Paesi Bassi) (NL) In azuur een vrouwelijke heilige - de H. Brigida van Kildare, patrones van Ierland - houdende in de rechterhand een palmtak, alles van zilver, vergezeld rechts van een omgewende leeuw en links van een adelaar waarboven een achtpuntige ster, alles van goud. Het schild gedekt met een gouden kroon van 3 bladeren en 2 paarlen. (IT) D'azzurro, alla santa - Santa Brigida di Kildare, patrona d'Irlanda - tenente nella mano destra un ramo di palma, il tutto d'argento, accompagnata a destra da un leone rivoltato e a sinistra da un'aquila sormontata da una stella di otto raggi, il tutto d'oro. Lo scudo è sormontato da una corona d'oro di 3 foglie e 2 perle visibili. |
|  | Wellen (comune del Belgio) Di azzurro, a santa Brigida di Kildare, in piedi su un terreno, accompagnata a destra da una mucca e a sinistra da un albero, il tutto d'oro. |

## C

### San Calogero
San Calogero di Sicilia, monaco eremita del VI secolo
|  | Termini Imerese (comune della provincia di Palermo) Di azzurro, alla montagna di verde, fondata in punta e uscente dai fianchi dello scudo, sostenente la figura di san Calogero, in maestà, benedicente, aureolato d'oro, con il viso e la mano di carnagione, vestito di nero e di argento, la montagna attraversata a destra dalla fanciulla vestita d'oro, il viso, il braccio destro, la gamba destra, di carnagione, capelluta d'oro, la chioma ornata di spighe d'oro, tenente con la mano destra la cornucopia d'oro, colma di frutti e spighe al naturale, essa montagna caricata in punta dalla capretta riposante, di argento, con la testa rivoltata, e, a sinistra, dalla figura di Stesicoro, vestito con la tunica di nero, curvo, il viso e le mani di carnagione, capelluto e barbuto di argento, tenente con la mano destra il bastone di nero, terminante a forcella, posto in banda alzata, e con la mano sinistra il libro di rosso. |

### San Candido
|  | Saint-Xandre (comune della Francia) D'azzurro, inquartato da un filetto d'argento: nel 1° alla pernice coronata d'argento; nel 2° a tre gigli d'oro; nel 3° al grappolo d'uva di rosso; nel 4° al san Candido d'argento. |

### San Casimiro
Casimiro di Cracovia, patrono di Polonia e di Lituania

Attributi: corona, giglio, pergamena
|  | Nemunaitis (località della Lituania) |

### San Cataldo
San Cataldo di Rachau, vescovo del VII secolo
|  | Cagnano Varano (comune della provincia di Foggia) - |

### Santa Caterina d'Alessandria
Caterina d'Alessandria, santa, vergine e martire del III secolo

Attributo principale: ruota uncinata spezzata

Attributi aggiuntivi: corona, abito principesco, libro, spada, anello
|  | Altena (comune della Germania) |
|  | Działdowo (comune della Polonia) |
|  | Dzierzgoń (comune della Polonia) |
|  | Hora Svaté Kateřiny (città della Repubblica Ceca) |
|  | Góra (comune della Polonia) |
|  | Kaarina (comune della Finlandia, stemma fino al 2008) Di rosso, alla ruota di Santa Caterina d'argento, rotta in alto, caricata da una santa Caterina tenente una spada nella mano destra e un libro aperto con la mano sinistra alzata, il tutto d'oro |
|  | Katharinenheerd (comune della Germania) |
|  | Sankt Katharinen (comune della Germania) |
|  | Tyczyn (comune della Polonia) |

### San Celedonio
|  | Cantabria (comunità della Spagna) (ES) El escudo de Cantabria es de forma cuadrilonga, con la punta redondeada de estilo español y el campo cortado. En campo de azur, torre de oro almenada y mazonada, aclarada de azur, diestrada de una nave natural que con la proa ha roto una cadena de sable que va desde la torre al flanco derecho del escudo. En punta, ondas de mar de plata y azur, todo surmontado en el jefe de las cabezas de san Emeterio y san Celedonio, cercenadas y aureoladas. En campo de gules, una estela discoidal de ornamentación geométrica, del tipo de las estelas cántabras de Barros y Lombera. Al timbre, corona real, cerrada. |
|  | Santander (comune della Spagna) (ES) En campo de azur sobre ondas de azur y plata, un galeón haciendose a la mar, visto de popa de oro, habillado de plata y surmontado de las cabezas de San Emeterio y San Celedonio en su color puestas en faja y siniestrado de una roca, de plata, moviente del flanco siniestro, sumado de una torre dodecaedra, donjonada, de oro, de la que pende en su base una cadena rota de sable que cae al rio. |

### San Cesidio
Attributi principali: palma del martirio e libro.

### San Chiliano vescovo
|  | Pülfringen (quartiere di Königheim, Germania) |

### San Cipriano
Vescovo di Cartagine e martire del III secolo.
|  | Saint-Cyprien-sur-Dourdou (comune della Francia) Di verde, al san Cipriano vescovo d'oro, posto su una terrazza ondata, cucita di rosso; al capo cucito d'azzurro, caricato di una conchiglia d'oro, accostata da due anelletti dello stesso. |

### San Ciriaco
San Ciriaco o Quiriaco, sacerdote a Treviri nel IV secolo
|  | Hiesfeld (distretto di Dinslaken, Germania) |

### San Clemente
San Clemente, papa e martire
|  | Aarhus (città della Danimarca) (DA) Et blaat Skjold, med en rød Portal, flankeret af to røde Taarne og et Spir, anbragt Gengivelse af St. Clemens og St. Paulus, klædte i blaa Kjortler. Over Portalen ses en Guldmaane og en syvtakket Guldstjerne og under den en over fire Sølvbølger opragende rød tindet Mur. |
|  | Amt Büsum-Wesselburen (Germania) (DE) In Silber der golden nimbierte heilige Clemens in golden bordiertem roten Ornat und mit erhobener linker Hand, der in der rechten Hand einen aufrechten schwarzen Anker hält. Ihm unterlegt ist ein breiter, mit drei silbernen Wellenfäden belegter blauer Wellenbalken.    |
|  | Inkerman (città sobborgo di Sebastopoli in Crimea) |

### San Colombano
San Colombano, abate irlandese
|  | Sagogn (comune della Svizzera) D'oro, al San Colombano posto di fronte, vestito con la tunica e il cappuccio di nero, con la bisaccia a tracolla di rosso, la cinta d'oro, nimbato e calzato d'argento, con la mano destra benedicente e tenente con la sinistra il bastone da pellegrino di nero. |
|  | Saint-Colomban (comune della Francia) Inquartato: nel 1º di verde, a due fasce diminuite ondate d'azzurro, bordate d'argento; nel 2º d'argento, al busto di san Colombano di carnagione, mitrato e vestito d'oro, sinistrato da un pastorale rivoltato dello stesso; nel 3º pure d'argento, al cuore crociato di rosso; nel 4º di verde, al grappolo d'uva d'oro, attraversante su tre spighe di grano dello stesso, impugnate in sbarra. |

### San Corbiniano
Attributo principale: orso
|  | Caines (comune della provincia di Bolzano) D'argento, al vescovo passante, vestito di un manto di rosso, mitrato e nimbato d'oro, tenente nella destra un baculo d'oro, con un orso bruno passante e attraversante, sul cui dorso è legato un fardello. |

### San Costanzo di Capri
San Costanzo vescovo di Capri
|  | Capri (comune della provincia di Napoli) D'argento, alla figura di san Costanzo, benedicente, vestito alla bizantina, con sopravveste di verde cupo ed aureola, avente nella mano sinistra un pastorale d'oro. |

### San Crisogono
Crisogono di Aquileia, vescovo di Aquileia, martire del IV secolo
|  | Zara (città della Croazia) |

### San Crispino
Crispino e Crispiniano subirono il martirio a Soissons nel 286
|  | Houvin-Houvigneul (comune francese) D'azzurro, al san Crispino vestito da calzolaio, tenente nella mano destra un martello e nella sinistra una palma, il tutto d'oro. |

### San Cristiano di Prussia
|  | Lubawa (comune della Polonia) |

### San Cristoforo
Attributo principale: dimensioni gigantesche, Gesù Bambino sulle spalle

Attributi aggiuntivi: bastone fronzuto, fiume con i pesci, frate
|  | Borghi (comune della provincia di Forlì-Cesena) Campo di cielo, all'effigie di san Cristoforo, il viso, le mani, le gambe di carnagione, capelluto e barbuto di nero, vestito d'oro, con mantello di rosso, il Santo sostenente sulla spalle il Divino Fanciullo, di carnagione, capelluto d'oro, con le braccia aperte, tenente con la mano sinistra il mondo d'oro, cerchiato e crociato di rosso, il Santo con le gambe e i piedi attraversanti lo specchio d'acqua, di azzurro, effigiato come area trapezoidale fondata in punta e caricante la campagna di verde, il Santo tenente con la mano destra il lungo bastone di legno al naturale, fiorito di rosso, posto in palo, attraversante sull'azzurro. Sotto lo scudo, su lista bifida e svolazzante di azzurro, le parole, il lettere maiuscole di nero BURGORUM COMMUNITAS. (D.P.R. del 22 gennaio 2004). |
|  | Chełmiec (comune della Polonia) |
|  | Ćmielów (comune della Polonia) |
|  | Kappeln (comune della Germania) (DE) In Silber, beiderseits begleitet von je drei blauen, zueinander gekehrten Heringen, der heilige Christophorus in Vorderansicht, barhaupt, mit rotem Mantel und silbernem Bart, die nackten Beine in abwechselnd blauen und silbernen Wellen verschwindend, in der rechten Hand einen astförmigen, naturfarbenen Stab, mit der linken den Jesusknaben, der die rechte Hand segnend erhebt und mit der linken die Weltkugel in Gold auf seinem linken Knie umfasst, auf seinen Schultern haltend. |
|  | Rab (comune della Croazia) |
|  | Saint-Christophe (comune della Valle d'Aosta) D'oro alla figura di san Cristoforo con le gambe immerse nelle acque di un fiume fluttuoso d'azzurro, vestito di rosso, aureolato, impugnante nella mano destra un bastone e sostenente con la sinistra il Bambino, pure aureolato, vestito di celeste. (D.P.R. del 24 settembre 1968) |
|  | San Cristoforo (comune della provincia di Alessandria) Partito: il primo, di cielo, al San Cristoforo, il viso, le mani, le gambe di carnagione, capelluto e barbuto di nero, aureolato d'oro, vestito con la tunica di azzurro e con il mantello di rosso, mirante e sostenente sulla spalla sinistra il Divino Fanciullo, vestito di argento, il viso, le mani, i piedi di carnagione, aureolato d'oro, capelluto dello stesso, benedicente con la mano destra, sostenente con la mano sinistra il mondo d'oro, cimato dalla crocetta dello stesso, il Santo impugnante con la mano destra il bastone di nero, posto in banda alzata e con le gambe immerse nel fiume di azzurro, fondato in punta e uscente dai fianchi; il secondo, di azzurro, al castello di rosso, mattonato di nero, merlato alla guelfa, il fastigio di quattro, la torre, posta a sinistra, di quattro, esso castello finestrato e chiuso di nero, fondato sulla campagna di verde; il tutto sotto il capo di rosso, caricato dell'aquila di nero. (D.P.R. del 28 settembre 2007) |
|  | Vilnius (comune della Lituania) |

## D

### San Dalmazzo di Pedona
|  | Borgo San Dalmazzo (comune della provincia di Cuneo) D'azzurro, al San Dalmazzo, visto di tre quarti, con la testa in maestà, con il viso, avambracci, mani, ginocchio, parte della gamba, di carnagione, con lo stivaletto di cuoio al naturale, con la daga di argento al fianco, con l'elmo di argento ornato dal pennacchio di rosso, con la corazza di argento, caricata dalla croce mauriziana d'oro, con breve tunica di azzurro, con il mantello di rosso, calcante il cavallo baio al naturale, imbrigliato e gualdrappato di nero, passante sulla campagna d'oro, gli arti del cavallo attraversanti, il Santo tenente con la mano destra l'asta posta in banda, di nero, con il gagliardetto bifido di argento, caricato dalla crocetta greca di rosso, sventolante a sinistra, e con la mano sinistra la briglia del cavallo. Sotto lo scudo, su lista bifida e svolazzante d'oro, il motto, in lettere maiuscole di nero, DEO DUCE VICTOR ERIS. (D.P.R. del 17 ottobre 1995) |

### San Damiano
San Damiano martire del III secolo, venerato insieme al fratello Cosma
|  | San Damiano al Colle (comune della provincia di Pavia) Campo di cielo, al castello d'oro, torricellato di due, finestrato del campo, murato di nero, fondato sulla pianura di verde; dalla cortina di muro, nascente il Santo di carnagione, ammantato di rosso, aureolato d'oro, barbuto di nero, in maestà, tenente nella mano destra l'asta d'argento, posta in banda, munita del gagliardetto bifido e svolazzante, di rosso alla croce d’argento. |

### San Demetrio di Basarabovo
San Demetrio il Nuovo o san Demetrio di Basarabovo, santo ortodosso di origine bulgara del XIII secolo, patrono di Bucarest e della Valacchia.
|  | Bucarest (Romania) |

### San Dionigi
Dionigi di Parigi fu il primo vescovo di Lutezia nel III secolo.
Attributo principale: in vesti episcopali con la testa mozzata fra le mani
|  | Krefeld (città della Germania) |

### Santa Domenica
|  | Santa Domenica (antico comune della Svizzera) (DE) In Grün das Brustbild der Heiligen Domenica mit goldenem gelbem Nimbus und schwarzem Ordensgewand. |

### San Donato
Donato d'Arezzo, vescovo e santo del IV secolo, protettore degli epilettici
|  | Monteroni d'Arbia (comune della provincia di Siena) D'argento, alle figure dei santi Giusto e Donato in paramenti sacri, moventi da una campagna di verde. Ornamenti esteriori da Comune. |

### Santa Dorotea
|  | Wolanów (comune della Polonia) |

## E

### Sant'Egidio
Attributi: pastone pastorale, cerva
|  | Höpfingen (comune della Germania)            |
|  | Krensheim (quartiere di Grünsfeld, Germania) |

### Sant'Elena
|  | Kastav (comune della Croazia) |

### Sant'Elia
Elia, profeta del IX secolo a.C.
|  | Delianuova (comune della provincia di Reggio Calabria) Partito: nel 1°, d'oro, a sant'Elia profeta in maestà, con il viso, le mani, i piedi di carnagione, aureolato d'argento, capelluto e barbuto dello stesso, vestito con la tunica di azzurro e con il mantello di rosso, impugnante con la mano destra la spada di rosso, con la lama ondeggiante in palo e con la punta all'insù, con la mano sinistra la ghirlanda di rose, di rosso, attraversante; nel 2°, di rosso, al castagno d'oro, sradicato, fruttato di sei di rosso. |
|  | Vallefiorita (comune in provincia di Catanzaro) D'azzurro, a sant'Elia di carnagione, calvo, barbuto di marrone, aureolato d'oro, movente dalla punta, vestito di bianco, con pianeta di rosso bordata d'oro, impugnante con la destra, piegata in sbarra sul petto, una spada d'argento manicata d'oro, posta in banda. |

### Santa Elisabetta
|  | Baborów (comune della Polonia) |

### Sant'Elpidio
Sant'Elpidio, eremita del IV secolo originario della Cappadocia, il suo culto è particolarmente vivo nel Piceno, dove diverse città portano il suo nome
|  | Sant'Elpidio a Mare (comune della provincia di Fermo) Campo di cielo, al sant'Elpidio, il viso e il busto in maestà, il viso, il collo, le mani, le gambe di carnagione, con elmo e con corazza di acciaio al naturale, con manto svolazzante di rosso, il Santo aureolato d'oro, i piedi calzati con calighe di nero, tenente con la mano destra la asta di nero posta in banda, munita del vessillo bifido di rosso, svolazzante a destra, caricato dalla croce di otto punte e patente, di argento, il Santo cavalcante il cavallo d'argento, imbrigliato di rosso, rivoltato, con gli arti anteriori sollevati, con gli arti posteriori sostenuti dalla nube d’argento, la nube accompagnata a destra dalle chiavi pontificie, decussate, con gli ingegni all'insù, d'oro, a sinistra dalla stella di sette raggi, dello stesso; il Santo accompagnato in punta dalla cortina di muro uscente dai fianchi e fondata in punta, merlata alla ghibellina, aperta centralmente con arco a tutto sesto, del campo, munita di due torri di due palchi, ogni palco merlato alla ghibellina di tre, i palchi superiori finestrati del campo e muniti di cuspide, i palchi inferiori muniti ciascuno di una nicchia, la parte centrale della cortina merlata di tre merli e di due semimerli, questi addossati alle torri, le parti laterali della cortina merlate ciascuna di tre, il tutto d’argento e murato di nero. Sotto lo scudo, su lista bifida e svolazzante di azzurro, il motto, in lettere maiuscole di nero, NOMINE NUMINE ET ARMIS. |

### Sant'Emeterio
|  | Cantabria (comunità della Spagna) |

### Sant'Enrico di Uppsala
|  | Nousiainen (comune della Finlandia) Di rosso, al Sant'Enrico di Uppsala seduto su un seggio vescovile, con i piedi posati su un uomo sdraiato a terra tenente in mano un'ascia, il tutto d'oro |

### Sant'Erik
Santo svedese del XII secolo
|  | Gamla Uppsala (ex comune della Svezia) Di rosso, all'immagine di sant'Erik nascente da tre monti, il tutto d'oro (stemma in uso dal 1946 al 1947) |
|  | Stoccolma (Svezia) D'azzurro, alla testa di sant'Erik coronata d'oro                                                                              |

### Sant'Ermagora
Sant'Ermagora, vescovo di Aquileia e martire
|  | Hermagor-Pressegger See (comune austriaco) |

### Sant'Eufemia
Santa Eufemia di Calcedonia, martire del IV secolo
|  | Sant'Eufemia d'Aspromonte (comune della provincia di Reggio Calabria) Di rosso, a sant'Eufemia in maestà, nell'atto di impugnare con una mano la palma del martirio. |

### Sant'Eugendo
|  | Saint-Oyen (comune della Valle d'Aosta) D'azzurro, alla banda diminuita, d'argento, accompagnata in capo dalla figura di sant'Eugendo, di carnagione, nimbata d'argento, capelluta e barbuta dello stesso, il capo coperto dallo zucchetto d'argento, vestita con la cocolla dello stesso, tenente con la mano destra il ciborio d'argento, e con la mano sinistra il pastorale dello stesso, posto in sbarra alzata; in punta dal Chateau-Verdun, d'argento, coperto dello stesso, aperto e finestrato del campo; al capo cucito, di rosso, caricato dalla croce d'argento. Ornamenti esteriori da Comune |

### Sant'Eusanio
Sant'Eusanio, presbitero della città di Siponto (odierna Manfredonia) e martire a Furci

Attributo principale: raffigurato con il cuore e gli altri visceri in mano
|  | Sant'Eusanio del Sangro (comune della provincia di Chieti) Di azzurro, al santo vescovo Eusanio, in maestà, il viso e le mani di carnagione, la mano destra posta sul petto, capelluto e barbuto di nero, aureolato d'oro, vestito con il camice d'argento e con la pianeta d'oro, ricamata di rosso, il Santo sostenuto dalla pianura diminuita di verde, accompagnato a destra dalla mitria d'oro, caricata dalla crocetta di rosso, sostenuta dalla pianura, la testa del Santo addestrata e sinistrata dalle lettere maiuscole S ed E, d'oro. (D.P.R. del 12 settembre 2005) |
|  | Sant'Eusanio Forconese (comune della provincia dell'Aquila) Partito semitroncato: nel primo di rosso, a sant'Eusanio tunicato, nimbato, stante in maestà e tenente con la sinistra le sue interiora, il tutto al naturale; nel secondo di verde alla stella di sei raggi d'oro; nel terzo di rosso al barile al naturale |

## F

### San Felice
|  | Rocca San Felice (comune della provincia di Avellino) |
|  | Senale-San Felice (comune della provincia di Bolzano) D'azzurro, al grande quadrato incurvato e trifogliato d'oro caricato della mezza figura di san Felice, tenente colla sinistra un ramo di palma e colla destra un libro, il tutto al naturale. |

### San Filippo d'Agira
Filippo di Agira, presbitero e taumaturgo.
|  | Agira (comune della provincia di Enna) D'azzurro, all'effigie di san Filippo di colorito bronzeo nel volto e nelle mani, al naturale, rivestita di paramenti sacri, in atto di predicare, sostenente con la mano sinistra il Libro del Vangelo; con la destra benedicente. Lo scudo accollato all'aquila coronata. |

### San Floriano di Lorch
Attributo principale: abiti militari, secchio che versa acqua su un edificio in fiamme

Attributi aggiuntivi: macina, nido di cicogna, vessillo
|  | Kolno (comune della Polonia) |
|  | Narol (comune della Polonia) |
|  | San Fiorano (comune della provincia di Lodi) […] Nel secondo, d'azzurro, al busto di san Floriano martire, il viso e il braccio sinistro di carnagione, crinito di nero, aureolato d'oro, vestito d'azzurro, con il mantello di rosso, tenente con la mano sinistra la palma del martirio di verde, posta in banda. |
|  | San Floriano del Collio (comune della provincia di Gorizia) Tagliato: il PRIMO, di azzurro, al grappolo d'uva di argento, unito al tralcio al naturale, pampinoso di tre di verde; il SECONDO, d'oro, alla figura del milite effigiante San Floriano, con il viso, le braccia, le gambe di carnagione, con la corazza e l'elmo di argento, con il mantello di rosso, con gli stivali di cuoio al naturale, tenente con la mano sinistra l'asta di nero, posta in palo, cimata dalla bandiera a fiamma di rosso, sventolante a destra in fascia, il Santo posto a sinistra, in atto di versare acqua al naturale dal secchio di nero, posto in sbarra, tenuto dalla mano destra, l'acqua rivolta verso la chiesa d'argento, posta a destra, con loggia centrale di cinque luci, di nero, con due finestrelle tonde dello stesso, munita di quattro porte, di nero, unita a sinistra al campanile d'argento, coperto di rosso, finestrato con bifora, di nero, con finestrella tonda sotto la bifora, dello stesso, con cinque sottostanti fenditure, di nero, una, una, due, una, chiesa e Santo sostenuti dalla pianura di verde. |
|  | Valfloriana (comune della provincia di Trento) Di rosso, al san Floriano nella sua tradizionale iconografia sopra una campagna di verde. |

### San Floro
I fratelli gemelli Floro e Lauro furono due martiri cristiani del II secolo
|  | San Floro (comune della provincia di Catanzaro) D'azzurro, con l'immagine di san Floro, su campagna erbosa di verde, vestito di bianco, impugnante con la mano destra un ramo di palma in banda d'oro e con la sinistra un libro dello stesso. |

### San Francesco d'Assisi
San Francesco d'Assisi, patrono d'Italia

Attributo principale: veste francescana, stimmate, cingolo a tre nodi

Attributi aggiuntivi: Crocifisso, lupo, uccelli
|  | San Leo (comune della provincia di Rimini) Partito d'argento alla figura di S. Francesco d'Assisi, in maestà e in atto di predicare sotto un olmo, il tutto al naturale e d'oro all'aquila di nero bicipite, coronata di una corona all'antica. Motto: Vetusta Feretrana Civitas Invicta Sancti Leonis. |
|  | San Francesco al Campo (comune della provincia di Torino) D’azzurro, alle cinque piante di castagno, ordinate in fascia e nodrite su terreno di verde, sormontate dalla testa del Santo Francesco d'Assisi al naturale, aureolato d’oro, disposto di tre quarti. Ornamenti esteriori da Comune.         |
|  | Greccio (comune della provincia di Rieti) |

### San Francesco da Paola
San Francesco da Paola, eremita del XV secolo, fondò l'Ordine dei Minimi in Calabria

Attributo principale: bastone in mano, scritta Charitas, veste francescana

Attributi aggiuntivi: agnellino
|  | Anoia (comune della provincia di Reggio Calabria) D'argento, all'effigie di san Francesco di Paola, in maestà, con il viso e le mani di carnagione, barbuto di argento, aureolato d'oro, vestito con il saio di marrone al naturale, la testa coperta dal cappuccio dello stesso, cinto con il cingolo di argento, il petto ornato dalla rotella d'oro, raggiante dello stesso, caricata dalla parola, in lettere maiuscole di nero in tre righe, CHA RI TAS, il Santo tenente con entrambe le mani il bordone di nero, posto in banda alzata, il Santo e il bordone sostenuti dalla pianura di verde, il Santo accompagnato da due croci latine trifogliate, di azzurro, una a destra, l'altra a sinistra, propinque alla pianura. Sotto lo scudo, su lista bifida e svolazzante di argento, la parola, in lettere maiuscole di nero CHARITAS. |
|  | Paola (comune della provincia di Cosenza) Effigie di San Francesco di Paola, vecchio, con saio dell'Ordine, con mani giunte in atto di preghiera, bastone poggiato a sinistra ed aureola, nell'angolo in alto a destra la scritta del Suo motto "CA-RI-TAS". Il fondo è azzurro. |

### San Fridolino
San Fridolino, abate di Säckingen, VI secolo
|  | Glarona (cantone della Svizzera) Di rosso, al San Fridolino al naturale |
|  | Rudolfstetten-Friedlisberg (comune della Svizzera) Partito: nel primo di rosso, al monaco, vestito di nero, aureolato d'oro, tenente nella destra il libro di rosso, e nella sinistra il bordone del pellegrino di nero; il secondo d'oro, al leone di rosso, tenente nelle zampe anteriori il remo dello stesso. |

## G

### San Gallo
San Gallo, eremita del VII secolo
|  | Kriens (comune svizzero) (DE) In Weiss auf grünem Boden der heilige Gallus mit schwarzer Kutte, gelbem Nimbus und gelbem Abtstab, dem rechts von ihm stehenden schwarzen Bären mit geschultertem Baumstumpf ein gelbes Brot reichend. |
|  | Oberharmersbach (comune della Germania) (DE) In Gold auf rotem Schildfuß der golden nimbierte, schwarz gekleidete Heiligen Gallus, mit der Rechten ein rotes Buch mit schwarzem Kreuz vor der Brust tragend, mit der Linken einen roten Krummstab mit auswärtsgekehrter Krümme haltend, rechts neben ihm ein aufgerichteter, linksgewendeter schwarzer Bär, mit der rechten Pranke einen schwarzen Spaten schulternd. |
|  | Wangen bei Olten (comune della Svizzera) (DE) Gespalten von Rot mit weissem hl. Gallus und von Weiss mit rotem aufrecht stehendem Bären, einen Stamm in den Tatzen haltend, die zwei Figuren einander zugewandt. |
|  | Tuggen (comune della Svizzera) |

### San Gaudenzio di Brescia
Attributi principali: paramenti episcopali
|  | Paspardo (comune della provincia di Brescia) Di rosso, alla figura di San Gaudenzio vestito di bianco, con manto di porpora, pallio di rosso e mitria d'argento, il santo benedicente con la destra e impugnante con la sinistra un pastorale d'oro, fermo sulla terrazza di verde; ai fianchi dello scudo due pali di nero, scorciati e caricati delle scritte in caratteri d'argento "Paspardi" e "S. Gaudentio |

### San Gavino
San Gavino, soldato del III secolo, martirizzato con Proto e Gianuario a Porto Torres durante la persecuzione dei cristiani sotto Diocleziano. Il suo culto è profondamente radicato in tutta la Sardegna.
|  | San Gavino Monreale (comune della provincia del Sud Sardegna) Di argento, al castello di rosso, merlato alla guelfa, mattonato, chiuso e finestrato di nero, fondato su un terreno di verde, di forma trapezoidale, accompagnato ai fianchi da due fiori di zafferano al naturale; esso castello sovrastato dall'immagine di san Gavino a cavallo al naturale, vestito con tunica di rosso e munito di corazza d'oro e di elmo ornato di tre piume, la centrale di rosso, le laterali di azzurro, tenente, con una mano, un vessillo di rosso. |

### Santa Genoveffa di Parigi
Santa Genoveffa vergine del V secolo

Attributo principale: candela con angelo, diavolo che soffia per spegnerla

Attributi aggiuntivi: vincastro, fuso, medaglia con croce
|  | Corporazione arti e mestieri di Auzon (comune della Francia) |
|  | Gennevilliers (comune della Francia) (FR) de gueules à la champagne d'argent surmontée d'azur, à sainte Geneviève accompagnée de trois moutons, le tout contourné brochant au naturel posé sur une presqu'île de sinople mouvant du flanc dextre, au chef parti au I cousu aussi de sinople chargé d'une couronne franque d'or et au II cousu aussi d'azur chargé d'un clou de la Passion aussi d'argent accosté de deux fleurs de lys aussi d'or. |
|  | Jaignes (comune della Francia) D'oro, alla sbarra di rosso, caricata in cuore di un giglio d'oro, accostato da due rametti di ginestra dello stesso, posti a piombo, essa sbarra accompagnata in capo da un grappolo d'uva di porpora, stelato e pampinoso al naturale, e in punta dal busto di santa Genoveffa al naturale; alla pianura d'azzurro.                                                                                               |
|  | Sainte-Geneviève (comune della Francia) (FR) Ecartelé, au 1, d'azur, à la sainte Geneviève d'argent de face tenant un cierge de même de sa senestre, au 2, de sinople, à l'épi de blé d'or, au 3, de sinople, au silex d'argent, au 4, d'azur, à l'éventail d'or et d’argent, sur le tout à une croix d'argent. |
|  | Sainte-Geneviève-des-Bois (comune della Francia) (FR) D'azur au donjon d'or couvert, sommé d'un campanile montant de la pointe, flanqué de deux tourelles couvertes en forme d'échauguette du même, ajourées de sable. Le tout maçonné aussi de sable. Le donjon chargé d'un écusson de gueules au buste de sainte Geneviève d'argent nimbée d'or et accosté en chef de deux fleurs de lys aussi d'or.                                             |

### San Gerardo Sagredo
Gerardo di Csanád, al quale la tradizione attribuisce il cognome Sagredo, è stato un vescovo e martire, evangelizzatore dell'Ungheria nell'XI secolo
|  | Comitato di Csanád (Ungheria) |

### San Germano
|  | San Germano Vercellese (comune della provincia di Vercelli) |

### San Geroldo
San Geroldo, eremita del X secolo
|  | Sankt Gerold (comune austriaco) (DE) Das Wappen ist gespalten von Weiß und Blau. Rechts der Einsiedler Gerold mit rotem Mantel den goldenen Reichsapfel in der linken Hand haltend, den Pilgerstab in der anderen und goldnimbiert. Links ist ein aufgerichteter silberner Steinbock zu sehen. |

### Santa Gertrude di Helfta
Santa Gertrude, vergine cistercense

Attributo principale: pastorale, cuore infiammato con immagine di Gesù adolescente, veste cistercense bianca

Attributi aggiuntivi: corona sostenuta da angeli
|  | Wetteren (comune del Belgio) D'oro, alla santa Gertrude al naturale, accompagnata a destra dal numero X e a sinistra dal numero IIII, di nero. |

### Santi Gervasio e Protasio
|  | San Gervasio Bresciano (comune della provincia di Brescia) Partito: il primo riportante i Santi Gervasio e Protasio con la Vergine ed il bambino, il secondo su fondo azzurro e tre spighe d'oro, poste a ventaglio, legate di rosso. (Stemma concesso con D.P.C.M. del 26 febbraio 1928) |
|  | Santervás de la Vega (comune spagnolo) (ES) Escudo de forma española, partido, primero en campo de gules,donjón de oro surmontado de imagen de San Gervasio; segundo, de sinople, río terrazado de azur y plata, al timbre, Corona Real de España.                                        |

### San Giacinto Odrowąż
|  | Młodzieszyn (comune della Polonia) |

### San Giacomo Maggiore
Attributo principale: conchiglia di Santiago

Attributi aggiuntivi: bordone da pellegrino, borraccia o zucca, cappello ampio, mantello, vessillo bianco e crociato, spada roteante e teste mozzate di mori, cavallo
|  | Bever (comune della Svizzera) D'oro, al san Giacomo marciante vestito d'azzurro, tenente con la mano destra un bordone da pellegrino di rosso, con la conchiglia di Santiago d'argento sul cappello. |
|  | Chroustovice (comune della Repubblica Ceca) |
|  | Dienstadt (distretto di Tauberbischofsheim, in Germania) |
|  | Gossel frazione del comune tedesco di Geratal) |
|  | Großlangheim (comune della Germania) |
|  | Hettstedt (comune della Germania) |
|  | Kautzen (comune dell'Austria) |
|  | Langquaid (comune della Germania) |
|  | Masi Torello (comune della provincia di Ferrara) Semipartito troncato: nel primo di rosso alla figura di san Giacomo al naturale, aureolato d'oro, armato di spada e accompagnato dalla scritta S. Jacobus; nel secondo di giallo all'aquila estense coronata d'argento; nel terzo di azzurro al toro furioso d'oro. Ornamenti esteriori da Comune D.P.R. 21 luglio 1962 registrato alla Corte dei Conti il 10 settembre 1962 reg. n. 5 Presidenza Fog. N. 190 |
|  | Medina-Sidonia (comune della Spagna) (ES) De oro, el apóstol Santiago en actitud de batalla, en caballo bordado y rampante, sobre terrasa. |
|  | Montner (comune della Francia) |
|  | Mücheln (Geiseltal) (città della Germania) |
|  | Osthoffen (comune della Francia) Partito: il primo d'argento, al san Giacomo pellegrino di carnagione, vestito al naturale, con un cappello di rosso, caricato di una conchiglia del campo, tenente nella destra un bordone da pellegrino di nero con la borraccia al naturale, e nella sinistra un libro anch'esso di rosso; il secondo di rosso, a tre puntali d'oro.                                                                                        |
|  | Rüdesheim am Rhein (comune della Germania) San Giacomo Maggiore con san Martino di Tours |
|  | San Giacomo Vercellese (comune della provincia di Vercelli) |
|  | Trois-Ponts (comune del Belgio) |
|  | Tschirn (comune della Germania) |

### San Gildas
San Gildas di Rhuys, abate e storico britanno del VI secolo
|  | Saint-Gildas-des-Bois (comune della Francia) Di rosso, alla statua di san Gildas ritto in una nicchia, tenente con la mano destra un pastorale e con la sinistra un libro aperto, il tutto d'argento. |

### San Giorgio di Lydda
San Giorgio, martire di Lydda

Attributo principale: drago trafitto

Attributi aggiuntivi: vessillo crociato, principessa, cavallo bianco
Questo Santo è talmente rappresentato in araldica che merita un articolo specifico.

### San Giorgio di Suelli
San Giorgio vescovo di Suelli nell'XI secolo
|  | Suelli (comune in provincia del Sud Sardegna) |

### San Giovanni Battista
Attributo principale: agnello e croce con la scritta Ecce agnus Dei

Attributi aggiuntivi: veste di peli di cammello, conchiglia, ascia
|  | Bazas (comune francese) Di rosso, alla torre torricellata di tre pezzi, mattonata, aperta e finestrata di nero, movente dal fianco sinistro, addestrata da san Giovanni Battista in ginocchio davanti al suo carnefice, rivoltato, brandente una scimitarra, il tutto d'oro, su una terrazza erbosa dello stesso; al capo cucito d'azzurro, caricato di tre gigli d'oro. |
|  | Brzozów (comune della Polonia) Stemma di Brzozów fino al 2009 |
|  | Cortale (comune della provincia di Catanzaro) |
|  | Desinec (comune della Croazia) |
|  | Domat/Ems (comune della Svizzera) |
|  | Fayence (comune francese) Di nero, al san Giovanni Battista d'argento |
|  | Franqueville (comune della Francia) Partito: al 1º di rosso, alla banda di vaio; al 2º di verde, al san Giovanni Battista d'oro. |
|  | Gizzeria (Comune in provincia di Catanzaro) |
|  | Kamień Pomorski (comune della Polonia) |
|  | Klösterle (comune austriaco) |
|  | Łasin (comune polacco) |
|  | Molenbeek-Saint-Jean (comune del Belgio) |
|  | Molochio (comune della provincia di Reggio Calabria) D'argento, alla pila dell'acqua benedetta di marmo verde, sostenente un uccellino al naturale, addestrata dalla Beata Vergine Maria in piedi, vestita di azzurro, ammantata di rosso, coronata d'oro, tenente fra le braccia il Divino Infante di carnagione, coronato d'oro, messo in sbarra, e sinistrata da san Giovanni Battista fanciullo, con le chiome bionde, vestito di una tunica bianca, scalzo, tenente con la mano destra una sottile ed alta Croce, in nero. |
|  | Monte San Giovanni Campano (comune della provincia di Frosinone) Di azzurro, alla effigie di san Giovanni Battista, ritto, alquanto volto a sinistra, il viso, le braccia, le mani, le gambe, i piedi di carnagione, capelluto e barbuto di nero aureolato d’oro, succintamente vestito di pelli di capra, di nero, i piedi muniti di calzari dello stesso, benedicente con la mano destra, il braccio sinistro posto in banda,con la mano afferrante la croce tipica del Battista, posta in sbarra alzata, di nero, ornata dalla banderuola ondeggiante in palo, di argento, caricata dalla scritta, in lettere maiuscole di nero, Ecce Agnus Dei, essa effigie accompagnata nel cantone destro del capo dalla basilica papale, a sei gheroni di rosso e d'oro, con il mondo e la crocetta d'oro, con l'asta dello stesso attraversata dalle chiavi papali d'oro e d'argento, con gli ingegni all'insù, decussate, il fusto della chiave d'oro in banda attraversante il fusto della chiave d'argento in sbarra, le impugnature all'ingiù unite dal nastro di rosso, convesso verso la punta. |
|  | Racconigi (comune della provincia di Cuneo) Di rosso, alla croce d'argento, nel mezzo un san Giovanni Battista rosso sopra e giallo sotto; nella sinistra un agnello d'argento, alla croce nera con pannoncello, sopra la spalla destra una polla; in mano un breve con motto: Ecce Agnus Dei R.D. del 16 novembre 1933, RR.LL.PP. del 21 febbraio 1935 |
|  | Sabinov (comune della Slovacchia) |
|  | Saint-Jean-Pied-de-Port (comune della Francia) Di rosso, al castello d'argento, sinistrato dal san Giovanni Battista di carnagione, nimbato e vestito d'oro, con la mano destra puntata verso il castello e tenente nella sinistra una croce d'oro ornata da una banderuola d'argento caricata della scritta SAN JUAN in lettere maiuscole di nero, il castello sostenuto dalle catene di Navarra d'oro, unite al centro a uno smeraldo di verde, il san Giovanni sostenuto da un agnello sdraiato d'argento. |
|  | San Giovanni in Marignano (comune della provincia di Rimini) troncato di azzurro e di verde, al san Giovanni Battista, visto di tre quarti, attraversante, il viso, le braccia, il petto, le gambe di carnagione, succintamente coperto da pelli di capra, di nero, capelluto e barbuto, dello stesso, seduto sul masso di pietra, di rosso, tenente con la mano sinistra la croce tipica del Battista, attraversante, in palo, di nero, ornata dal nastro svolazzante in palo, di argento, con la scritta ECCE AGNUS DEI, di nero, il Santo con la mano destra posata sul dorso dell'agnello rivoltato, di argento, posto in sbarra abbassata, con l'arto anteriore destro poggiato sulla gamba sinistra del Santo; il tutto accompagnato a destra dall'albero con la chioma di verde e il tronco al naturale, nodrito nella linea di partizione |
|  | San Giovanni Valdarno (comune della provincia di Arezzo) D'argento, al san Giovanni Battista al naturale, su campagna di verde fiorita |
|  | Wrocław/Breslavia (comune della Polonia) |

### San Giovanni evangelista
|  | Bislich (quartiere di Wesel, Germania) (EN) Party per fess azure John the Evangelist sinister dressed Argent, in his right a book and in his left the chalice with the snake and gules upon a little half shield Argent at the fess, a demi escarbuncle Or |
|  | Motta San Giovanni (comune della città metropolitana di Reggio di Calabria) |

### San Giovanni Nepomuceno
|  | Szulborze Wielkie (comune della Polonia) |
|  | Gersthof (quartiere di Vienna, Austria)  |

### San Giudoco
Religioso francese del VII secolo. È patrono dei pellegrini
|  | Stinstedt (comune della Germania) |

### San Giuliano
San Giuliano di Brioude, martire del IV secolo
|  | Baillargues (comune francese) Di rosso, al san Giuliano, rivestito di una casula, la testa nimbata d'oro e coperta da una tiara, con la mano destra tenente la palma del martirio, la sinistra posta sul cuore, il tutto d'oro |

### San Giuseppe
|  | Józefów (comune della Polonia) |

### San Gorgonio
Gorgonio di Roma, militare romano, martire durante le persecuzioni di Diocleziano

Attributi principali: corazza e spada, palma del martirio
|  | Gorze (comune francese) D'azzurro, a san Gorgonio a cavallo, armato di tutto punto e terrazzato d'oro.                |
|  | Quevilloncourt (comune francese) D'argento, a sei burelle di nero, al san Gorgonio di rosso, attraversante sul tutto. |

### San Gottardo
Attributo principale: bastone pastorale
|  | Gotha (comune della Germania) |

### San Gratiliano
San Gratiliano, martire del III secolo
|  | Bassano Romano (comune in provincia di Viterbo) D'argento, al busto di san Gratiliano col manto di rosso, accompagnato da una fascia-banda d'azzurro, la fascia caricata della scritta d'oro in lettere capitali "San Gratilianus" e la banda caricata delle lettere, anche esse in capitale puntate "P.C.T.B." pure d'oro. |

### San Gregorio Magno
|  | Brunssum (comune olandese)                        |
|  | Casacanditella (comune della provincia di Chieti) |

### San Guglielmo
San Guglielmo di Bourges, vescovo
|  | Eygliers (comune della Francia) di verde, a San Guglielmo d'argento, nimbato d'oro, cinturato di nero, tenente un bastone dello stesso a sinistra, accostato da due montoni pure d'argento. |

## I

### Sant'Ilario
Sant'Ilario di Poitiers, vescovo e dottore della Chiesa
|  | Neuville-de-Poitou (comune della Francia) Di rosso, al sant'Ilario d'oro, vestito da vescovo, col pastorale e la mitra dello stesso. |
|  | Paizay-le-Sec (comune della Francia) (FR) Parti: au 1er de gueules à saint Hilaire en évêque d'argent, au 2e d'or au dragon de sinople, armé, lampassé et couronné de gueules; le tout sommé d'un chef diminué de sable chargé d'une coquille versée d'or accostée de deux croisettes du même. |

### Sant'Iltuto
Iltud (o Illtyd, Eltut e Hildutus), abate britanno del V-VI secolo.
|  | Ploërdut (comune francese) Di rosso, alla fascia d'argento, caricata di un intreccio di nero movente dai fianchi, accompagnata in capo da due maglie d'oro, e in punta dal busto di sant'Iltut dello stesso, nimbato, nascente dalla punta; al capo d'argento, caricato di cinque moscature d'armellino di nero. |

### Sant'Ippolito
Attributo principale: palma del martirio

Attributi aggiuntivi: cavallo e armatura
|  | Sant'Ippolito (comune della provincia di Pesaro e Urbino) Di azzurro, al sant'Ippolito con il viso, le braccia, le mani, le gambe, di carnagione, vestito da cavaliere romano, con tunica d'argento, mantello di azzurro foderato d'oro, con elmo di acciaio al naturale, ornato da tre piume di struzzo, di rosso, con calighe di nero, sostenente con la mano destra una chiesa munita di campanile e una casa al naturale, il campanile coperto da cupolino di rosso, chiesa e casa coperte dello stesso, esse chiesa e casa simboleggianti il paese di Sant'Ippolito, il Santo cavalcante il cavallo d'argento, imbrigliato d'oro e gualdrappato di rosso, il Santo tenente la briglia con la mano sinistra, il cavallo passante sulla strada lastricata, di grigio al naturale, fondata in punta e uscente dai fianchi. |

## K

### Santa Kinga
Santa Kinga (o Cunegonda) è stata regina di Polonia nel XIII secolo; è patrona della Polonia e della Lituania.
|  | Stary Sącz (comune polacco) |

## L

### San Ladislao
Ladislao I d'Ungheria,
re e santo dell'XI secolo
|  | Bakonyszentlászló (comune ungherese) |
|  | Halásztelek (comune ungherese)       |
|  | Regione di Nitra (Slovacchia)        |
|  | Spišský Štvrtok (comune slovacco)    |
|  | Szentlászló (comune ungherese)       |

### San Lazzaro mendicante
La tradizione della Chiesa cattolica lo venera come santo protettore dei malati di lebbra.
|  | San Lazzaro di Savena (comune della città metropolitana di Bologna) Inquartato: nel 1° d’argento al ponte di un arco, con quattro pilastri sormontati da altrettante sirene, il tutto al naturale; nel 2° e nel 3° di verde al motto "Libertas" in lettere d'oro, poste in banda; nel 4° d'argento alla figura di San Lazzaro al naturale. |

### San Leobino
San Leobino di Chartres, vescovo del VI secolo.
|  | Saint-Lumine-de-Coutais (Francia) Di rosso, al San Leobino vescovo d'oro, ritto, nimbato e benedicente, posto su una terrazza di verde, accostato da due grappoli d'uva fogliati d'oro; al capo d'argento, caricato di tre anatre passanti di nero. |

### Santa Leocadia
Santa Leocadia di Toledo, vergine e martire

Attributo principale: palma del martirio
|  | Sainte-Léocadie (Francia) D'oro, a quattro pali di rosso, alla santa Leocadia d'argento, tenente nella mano destra una palma dello stesso. |
|  | Vic-la-Gardiole (Francia) D'azzurro, alla santa Leocadia tenente con la destra una palma, il tutto d'oro.                                  |

### San Lorenzo
San Lorenzo diacono e martire del III secolo

Attributo principale: graticola

Attributi aggiuntivi: dalmatica, palma del martirio
|  | Borgo San Lorenzo (comune della provincia di Firenze) D'azzurro al San Lorenzo di carnagione, in maestà, aureolato d'oro, capelluto di nero, con i piedi ignudi poggianti sulla parte mediana della pianura di verde, vestito col camice d'argento e con la dalmatica di rosso, bordata e ornata d'oro, tenente con la mano destra la palma di verde, posta in sbarra curvata, e con la mano sinistra la graticola manicata all'insù, di nero, fermata da quattro ferri verticali e sei ferri orizzontali, posta in palo, fondata sulla pianura, con i quattro sostegni in prospettiva. |
|  | Breitensee (quartiere di Penzing, Vienna, Austria) |
|  | Dallenwil (comune della Svizzera) |
|  | Gebesee (comune della Germania) |
|  | Kocierzew Południowy (comune della Polonia) |
|  | Niedernhall (comune della Germania) |
|  | Poggio San Lorenzo (comune della provincia di Rieti) D'azzurro, al San Lorenzo di carnagione, volto di tre quarti a sinistra, inginocchiato, orante, aureolato e capelluto d'oro, vestito con la lunga tunica d'argento, scalzo, munito della graticola rettangolare, strumento del martirio, di nero, formata dal manico in banda alzata, poggiante sulla spalla destra e da undici sovrastanti ferri, sei posti in banda alzata e cinque ortogonali posti in banda abbassata. Ornamenti esteriori da Comune.                                                                          |
|  | Distretto di Łomża (distretto della Polonia) |
|  | Přídolí (comune della Repubblica Ceca) |
|  | Probstzella (comune della Germania) |
|  | San Lorenzo (comune della provincia di Reggio Calabria) Fondo azzurro, con aureola d'oro raggiata, rivoltato, seduto sulla graticola rettangolare, di nero, vista in prospettiva, con quattro sostegni, con sei ferri nel lato corto, con undici ferri nel lato lungo, la graticola ardente di molte fiamme e brace di rosso, il Santo con il braccio sinistro alzato e quello destro posato sulla gamba destra flessa, mirante l'ombra di sole orizzontale sinistra, d'oro. |
|  | San Lorenzo di Sebato (comune della provincia di Bolzano) d'argento al san Lorenzo portante nella mano sinistra una graticola e nella destra una palma. |
|  | Sępólno Krajeńskie (comune della Polonia) |
|  | Voerendaal (comune dei Paesi Bassi) Partito: il primo d'oro, al san Lorenzo al naturale, volto a sinistra, nimbato d'oro, con il camice d'argento e la dalmatica di rosso, decorata con la croce d'oro, tenente nella mano sinistra una graticola di nero, nella destra un vangelo d'oro; il secondo d'argento, al leone di rosso, con la coda forcata. |
|  | Wojnicz (comune della Polonia) |
|  | Zogno (comune della provincia di Bergamo) Di verde, alla figura di San Lorenzo vestito di un camice bianco, con sovrapposta la dalmatica di rosso, tenente con il braccio destro teso una graticola di ferro, in palo; col capo di rosso, al giglio d'oro. |
|  | Zwenkau (comune della Germania) |

### San Lorenzo Maiorano
Sito illustrativo, su santiebeati.it.
|  | Manfredonia (comune della provincia di Foggia) Stemma tradizionale con l'abbreviazione S.P.Q.S. (Senatus Populusque Sipontinus), sormontato da corona, raffigurante il Vescovo San Lorenzo Maiorano, incedente su cavallo bianco, nell'atto di attraversare un ponte sotto cui emerge un drago |

### San Luca di Demenna
San Luca di Demenna o san Luca di Armento, abate del X secolo

Attributo principale: pallio, mitria
|  | Armento (comune della provincia di Potenza) D'oro alla figura umana effigiante san Luca, di carnagione, in maestà, mitrata d'argento, aureolata d'azzurro, barbuta di bianco al naturale, vestita con la tunica dello stesso, con il pallio verde, benedicente con la mano destra e tenente con la mano sinistra il pastorale in sbarra d'azzurro, con i piedi ignudi, seduta sul cavallo gaio, baio al naturale |

### Santa Lucia
Santa Lucia di Siracusa, vergine e martire

Attributo principale: occhi

Attributi aggiuntivi: spada o pugnale, buoi, fiamme, lampada accesa, candela, sfondo stellato, libro del Vangelo
|  | Motta Santa Lucia (comune della provincia di Catanzaro) Di rosso, a Santa Lucia di carnagione, vestita di bianco, coronata d'oro, ferma su tre monti d'argento, fondati in punta e posti uno accanto all'altro, impugnante con la destra una coppa contenente due occhi e con la sinistra un ramo di palma al naturale. |
|  | Santa Luce (comune della provincia di Pisa) D'argento, alla figura di Santa Lucia di carnagione, in maestà aureolata d'oro, vestita con la tunica di raso, ammantata di verde, tenente con la mano destra il ramo di palma al naturale, con la sinistra la patena d'oro, essa figura, con i piedi ignudi, ritta sulla pianura erbosa di verde, attraversante. |
|  | Villa Santa Lucia (comune della provincia di Frosinone) Di argento, alla figura di Santa Lucia, in maestà, di carnagione, capelluta d'oro, areolata dello stesso, vestita con la lunga tunica di azzurro, stretta in vita; con gli avambracci e i piedi ignudi, impugnante con la mano destra la speciale patena, munita di stelo provvisto del relativo sostegno circolare, d'oro, sulla quale sono posti gli occhi al naturale della Santa, e con la mano sinistra la palma del martirio, posta in palo, di verde. |
|  | Villa Santa Lucia degli Abruzzi (comune della provincia dell'Aquila) Di azzurro, alla effigie di santa Lucia in maestà, il viso, il collo, le mani, i piedi di carnagione, capelluta di nero, aureolata d'oro, i capelli ornati dal serto di sette roselline di rosso, vestita con la tunica di argento e il manto di verde, fermato sul petto dalla borchia d'oro a forma di crocetta, tenente con la mano destra la palma del martirio, posta in palo, d'oro, con la mano sinistra la patena d'oro con i due occhi al naturale, la Santa sostenuta dalla pianura diminuita di verde e accompagnata nei cantoni del capo da due stelle di sei raggi, di argento. (D.P.R. del 6 marzo 2006) |

### San Lucio
Sito illustrativo, su santiebeati.it.
|  | Regione Maloja (regione svizzera, fino al 2017 sottodistretto Alta Engadina) |

### San Luigi IX
San Luigi IX (1214–1270), re di Francia, conosciuto come Luigi il Santo

Attributo principale: abito regale, corona e mantello di ermellino, gigli di Francia, globo, croce

Attributi aggiuntivi: corona di spine, chiodi della crocifissione, modello della Sainte-Chapelle
|  | San Luis Potosí (comune del Messico) (ES) Un cerro con campo azul y oro, con dos barras de plata y otras dos de oro, y con la imagen de San Luis en su cumbre. |

### San Lupo di Sens
San Lupo (ca. 573 – ca. 623), fu vescovo di Sens
|  | Neufmoutiers-en-Brie (comune francese) Di rosso, caricato a destra da san Lupo vescovo d'oro, accompagnato ai suoi piedi da un lupo coricato e rivoltato di nero, collarinato d'oro, e a sinistra da una cerva coricata d’argento, con la testa rivoltata, ferita d'oro, sanguinosa di rosso, il tutto posto su un terrazzo erboso di verde; al capo di nero, caricato delle lettere maiuscole d'argento N a destra e B a sinistra; al palo d’azzurro, seminato di gigli d’oro, attraversante sul tutto. |

## M

### San Macario
|  | Saint-Macaire (comune della Gironda, Francia) Di rosso, al san Macario vescovo d'oro, benedicente, con mitra e pastorale, accostato da due scudetti cuciti d'azzurro a tre gigli d'oro, e accantonato da quattro gigli d'oro, due distesi e affrontati in capo, e due in punta posti in sbarra a destra e in banda a sinistra. |

### San Magno
Magno di Füssen, monaco eremita tedesco dell'VIII secolo
|  | Rieden (frazione del comune svizzero di Gommiswald) (DE) In Silber St. Magnus mit rotem Nimbus und schwarzem Mantel, in der rechten Hand den schwarzen Kreuzstab haltend, die linke Hand erhoben. |

### San Maiolo di Cluny
San Maiolo, abate dell'abbazia di Cluny nel X secolo
|  | Cipières (comune francese) D'argento, al san Maiolo raffigurato come un monaco di carnagione, vestito di nero, nimbato d'oro, la mano sinistra sul cuore, la destra tenente un pastorale dello stesso. |

### San Marcellino
San Marcellino, martire del V secolo
|  | San Marcellino (comune della provincia di Caserta) D'argento, alla figura di San Marcellino, di carnagione, posto in maestà, aureolato d'oro, capelluto e barbuto di nero, scalzo, vestito con la lunga tunica di rosso, fermata in vita dalla fascia d'argento, con i lembi ricadenti in palo, munito mantello azzurro, il Santo benedicente con la mano destra, impugnante con la mano sinistra la palma del martirio, di verde, posta in sbarra alzata, accompagnato in punta da due cornucopie d'oro, una e una, poste in palo, con la punta all'ingiù, colme di frutti e spighe al naturale. Ornamenti esteriori da Comune. |

### San Marcello
|  | Rambaud (comune francese) Di verde, al san Marcello di carnagione, vestito d'argento, benedicente con la destra, tenente con la sinistra un pastorale d'oro e portante una mitra dello stesso. |

### San Marco evangelista
|  | Crespano del Grappa (frazione di Pieve del Grappa in provincia di Treviso) Rappresentazione dell'evangelista Marco ammantato di rosso, con il Vangelo nella destra ed il leone alato accovacciato ai suoi piedi in campo azzurro.                                                                                     |
|  | Mossa (comune in provincia di Gorizia) D'argento, ad un'ogiva d'azzurro, caricata della figura di San Marco Evangelista, vestito di bianco, aureolato d'oro, sostenente il Vangelo aperto, e da un leone al naturale, in maestà, accovacciato ai piedi del Santo su campagna di verde. Ornamenti esteriori da Comune. |

### Santa Maria Assunta
|  | Lucera (comune della provincia di Foggia) D'azzurro, al leone passante al naturale su una campagna di verde, tenente nella branca anteriore destra una banderuola con l'effige della Vergine Assunta avente nelle braccia Gesù Bambino, sormontato da una fascia di argento con la sigla S.P.Q.L. |
|  | Breil/Brigels (comune della Svizzera, stemma in uso fino al 2018) |

### Santa Maria Egiziaca
Maria Egiziaca, monaca ed eremita egiziana del IV-V secolo
|  | Corte de Peleas (comune spagnolo) Semipartito troncato: il 1º d'argento, alla croce di Santiago di rosso; il 2º d'oro, a cinque foglie di fico di verde, ordinate in decusse: il 3º d'argento, alla figura di santa Maria Egiziaca, accostata da due cipressi, il tutto al naturale. |

### Santa Marina (o Margherita) di Antiochia
Santa Marina (Margherita) d'Antiochia di Pisidia, vergine e martire del III secolo

Attributo principale: corona, drago, croce astata

Attributi aggiuntivi: torce, pettini di ferro
|  | Casteldelfino (comune della provincia di Cuneo) D'argento, alla effigie di santa Margherita, in maestà, di carnagione, capelluta di nero, vestita con la tunica di azzurro, con le braccia aperte, tenente con la mano destra la crocetta latina, posta in banda, d'oro, la Santa sostenuta in punta, attraversante il delfino d'oro, coricato in punta, rivoltato, rovesciato, la testa alzata e volta a destra, la coda inanellata e alzata. Ornamenti esteriori da Comune D.P.R. del 2 ottobre 2006 |
|  | Nowy Sącz (comune della Polonia) |
|  | Vehmaa (comune della Finlandia) D'oro, alla santa Margherita di Antiochia al naturale, vestita di rosso, tenente con la destra una croce astata e con la sinistra un libro dello stesso, che calpesta un drago di verde |
|  | Tuchola (comune della Polonia) |
|  | Zimmern (quartiere di Grünsfeld, Germania) (DE) In Silber auf einem grünen Lindwurm stehend die heilige Margarethe in blauem Gewand mit goldener Krone, goldenem Nimbus und goldener Haartracht, in der Rechten ein goldenes Kreuz haltend. |

### Santi Marino e Aniano
Santi Marino e Aniano, martiri in Baviera
|  | Irschenberg (comune della Germania) (DE) In Blau auf roten Flammen kniend der heilige Bischof Marinus mit goldgesäumter Bischofsmütze und goldenem Messkleid über silbernem Untergewand. |

### San Marone
San Marone martire del I secolo, patrono di Civitanova Marche
|  | Civitanova Marche (comune della provincia di Macerata) Troncato: nel primo, campo di cielo; nel secondo, ritroncato d’azzurro e d'oro, all'effigie di san Marone, rivolta, attraversante, il viso, le mani e i piedi di carnagione, capelluto e barbuto d'argento, nimbato d'oro, con il saio, il mantello e i sandali di marrone al naturale, con le braccia protese, la mano sinistra tenente il bordone di legno al naturale, la destra benedicente un castello di rosso, mattonato di nero, merlato alla ghibellina, il fastigio di otto pezzi, le due torri di tre, finestrate di due, di nero, una e una, aperto dello stesso, fondato sulla linea di partizione, detto Santo addestrato da una barca navigante con la vela latina spiegata al naturale. |

### Santa Marta di Betania
Sito illustrativo, su santiebeati.it.

Attributo principale: chiavi alla cintura

Attributi aggiuntivi: cucchiaio, scopa, aspersorio e drago incatenato
|  | Marta (comune della provincia di Viterbo) |

### San Martino di Tours
Attributo principale: mantello diviso con il mendico, veste vescovile

Attributi aggiuntivi: oca, globo di fuoco
|  | Cavizzana (comune della provincia di Trento) D'argento al San Martino nella sua rappresentazione iconografica, posto su una campagna di verde. |
|  | Cazis (comune svizzero) |
|  | Corneilla-la-Rivière (comune francese) D'oro, a quattro pali di rosso; allo scudetto ovale di porpora, caricato della figura di san Martino vescovo d'argento, con la casula e la mitra di rosso, benedicente con la mano destra e tenente nella sinistra un pastorale d'oro, attraversante sul tutto. |
|  | Corteno Golgi (comune della provincia di Brescia) Partito d'azzurro e d'argento: all'effige di san Martino vescovo, raffigurato come cavaliere, aureolato d'oro, avvolto nel mantello di porpora, tenente con la mano una spada d'argento posta in palo, accompagnato nel primo dalla testa del cavallo d'argento vista di profilo, bardata d'oro. (D.P.R. dell'11 ottobre 1983) |
|  | Dieburg (comune della Germania) (DE) In Blau der Hl. Martin mit goldenem Nimbus und goldener Rüstung auf einem nach links schreitenden silbernen Roß, seinen roten Mantel durch das linkshändig gehaltene Schwert mit dem zu seinen Füßen kauernden Bettler teilend. |
|  | Disentis (sottodistretto della Svizzera) |
|  | Edingen (comune della Germania, stemma fino al 1975) (DE) In Blau mit grünem Boden auf rot gezäumtem silbernen Ross der golden gerüstete heilige Martin mit roter Kopfbedeckung, den roten Mantel mit dem goldenen Schwert teilend; vor ihm kniend der Bettler mit rotem Lendentuch und zwei roten Krücken. |
|  | Follo (comune della provincia della Spezia) D'argento, alla croce latina rossa, con al centro la figura di san Martino che regala il mantello ad un povero. |
|  | Galgenen (comune della Svizzera) |
|  | Gönnheim (comune della Germania) (DE) In Silber auf grünem Boden der heilige Martin in blauem Harnisch auf einem nach links schreitenden goldbezäumten und -behuftem Schimmel reitend, seinen roten Mantel durch ein silbernes Schwert mit einem am Boden sitzenden Bettler mit goldenem Lendenschurz teilend. |
|  | Hrochův Týnec (comune della Repubblica Ceca) |
|  | Kallmerode (comune della Germania) (DE) In Silber, bestreut mit aufrechten grünen Eichenblättern, auf schwarzem Pferd mit goldenem Zaumzeug ein nimbierter barhäuptiger St. Martin mit goldenem römischen Brustpanzer und Beinschienen, roten Lederbesätzen und grünen Wamsärmeln, mit dem silbernen Schwert in der Rechten seinen roten Mantel teilend; an der Hinterhand des Pferdes ein kniefälliger, seine Arme erhebender, silberbärtiger, mit einer grünen Hose bekleideter Bettler. |
|  | Martin (comune della Slovacchia) |
|  | Martinshöhe (comune della Germania) (DE) In Schwarz der goldgekleidete heilige Martin auf rotbezäumtem silbernem Ross (Schimmel), seinen Mantel mit einem silbernen Schwert teilend, darunter fünf silberne Bollen 2:1:2. |
|  | Medel/Lucmagn (comune della Svizzera) |
|  | Mukačevo (comune dell'Ucraina) |
|  | Nieder-Hilbersheim (comune della Germania) |
|  | Raisio (comune della Finlandia) D'argento, al San Martino al naturale, capelluto d'oro, vestito d'azzurro, mantellato e calzato di rosso, su un cavallo passante dello stesso, bardato e unghiato d'oro; il santo con una spada d'argento, tenuta con la destra, taglia il mantello tenuto con la sinistra. |
|  | San Martino d'Agri (comune della provincia di Potenza) In campo azzurro un cavaliere su cavallo bianco che dona la propria mantella a un uomo nudo, in basso un fiocco che lega insieme un ramo d'ulivo e uno di rovere. |
|  | San Martino dall'Argine (comune della provincia di Mantova) D'oro al san Martino, montato su un cavallo, nello atto di porgere ad un povero, seminudo, un pezzo del proprio mantello di rosso, il tutto su campagna di verde. |
|  | San Martino di Venezze (comune della provincia di Rovigo) |
|  | San Martino sulla Marrucina D'azzurro, al san Martino con il viso, il braccio destro, la gamba sinistra di carnagione, il piede calzato di oro, il Santo, vestito con la lorica d'oro, in atto di tagliare con la spada d'argento, afferrato dalla mano destra, il mantello di rosso, sostenuto dal braccio sinistro non visibile, il Santo cavalcanti il cavallo d'argento, con i finimenti di rosso, il cavallo passante sulla campagna di verde, campagna, campo, cavallo attraversati dal povero inginocchiato, visto di schiena, di carnagione, capelluto di nero, i fianchi cinti dal cencio di rosso, il braccio destro alzato verso il Santo. |
|  | Soazza (comune della Svizzera) (DE) In Gold auf schwarzem Pferd der Heilige Martin, den roten Mantel mit dem Bettler teilend. |
|  | Taurianova (comune della provincia di Reggio Calabria) Troncato, la parte superiore d'oro con la figura armata al naturale di San Martino a cavallo che porge al povero la metà del suo mantello tagliato con la spada; la parte inferiore divisa in due con la figura a destra d'azzurro al pino al naturale radicoso, sulla terrazza di verde attraversata in palo da un fiume sinuoso d'argento; la parte sinistra di argento alla fenice nella sua immortalità, fissante un sole nel canton sinistro, il tutto al naturale. Innestato in punta: fusato d'argento e di rosso.                                                                      |
|  | Titterten (comune della Svizzera) (DE) In Gold ein hersehender, gespreizt stehender, blondhaariger, rotnimbierter, blau gewappneter und gespornter Heiliger in natürlichen Farben mit silbernem Schwert den roten Mantel teilend. |
|  | Uelversheim (comune della Germania) (DE) Das Wappen ist geteilt. Oben in Silber die nach links (heraldisch) blickende Halbfigur des Heiligen Martinus, der mit dem Schwert einen roten Mantel teilt. Unten in Blau ein silberner rot bewehrter Adler. |
|  | Zeutern (quartiere del comune di Ubstadt-Weiher, Germania) |
|  | Zillis-Reischen (comune della Svizzera) (DE) In Silber ein golden nimbierter, stehend hersehender, schwarzhaariger, goldgewandeter und gespornter, silberner Heiliger mit rotem Unter- und Beinkleid sowie umhängender schwarzer Scheide, den blauen Mantel mit einem schwarzbehefteten silbernen Schwert für den vor ihm knienden golden geschurzten Bettler in natürlichen Farben teilend, begleitet von zwei sechsstrahligen roten Sternen in den Oberecken. |

### San Marziale di Limoges
Attributi: pastorale
|  | Limoges, Francia Di rosso, al busto di san Marziale d'argento, vestito e nimbato d'oro, tra le lettere onciali S e M anch'esse d'oro; al capo d'azzurro, caricato di tre gigli d'oro. |
|  | Saint-Martial-d'Albarède, Francia Di rosso, a tre pioppi di verde, ordinati in fascia su una terrazza dello stesso, al san Marziale vescovo di carnagione, con pastorale d'argento, vestito dello stesso, con mantello e mitra di porpora, attraversante sul tutto; al capo d'oro, caricato di tre moscature d'armellino di nero. |
|  | Saint-Martial-d'Artenset, Francia Partito: il 1º di rosso, al san Marziale vescovo d'oro, con mitra e pastorale, benedicente con la mano destra; il 2º d'azzurro, all'orso ritto d'argento. |

### San Massimiliano Kolbe
|  | Distretto di Zduńska Wola, Polonia |

### San Massimo di Nola
Vescovo di Nola nel III secolo
|  | San Massimo (comune della provincia di Campobasso) D'azzurro, al busto di san Massimo vescovo di Nola, nascente dalla campagna d'oro |

### San Materno
|  | Lubomierz (comune della Polonia) |

### San Matteo
San Matteo apostolo ed evangelista
|  | Marne (città della Germania) |
|  | Salerno Troncato: nel primo d'azzurro, alla mezza figura di San Matteo al naturale, barbuto e canuto, aureolato, sormontato da corona murata, uscente dalla partizione, drappeggiato di rosso e di verde, poggiante la mano sinistra sull'orlo superiore delle pagine aperte del Libro del Vangelo, tenente con la destra una penna d'oca; nel secondo fasciato d'oro e di rosso. |

### San Maurizio
Attributi principali: palma del martirio, armatura, spada, stendardo con la croce, croce di San Maurizio (cioè trifogliata) sul petto. Non mancano raffigurazioni a cavallo o con la carnagione scura, a ricordo della sua origine africana
|  | Alvaneu (ex comune della Svizzera) |
|  | Balaruc-le-Vieux (comune francese) Di rosso, al san Maurizio a cavallo d'oro, tenente con la destra una bandiera d'argento, caricata di una croce pure di rosso. |
|  | Coburgo (città della Germania) D'oro, alla testa di moro (san Maurizio) con orecchino del campo. |
|  | Fröndenberg/Ruhr (comune della Germania) |
|  | Lumnezia/Lugnez (sottodistretto della Svizzera) |
|  | Mutzig (comune francese) D'azzurro, al san Maurizio a cavallo, armato di tutto punto d'oro, tenente a sinistra uno scudetto di rosso alla croce d'argento e a destra una lancia con un pennone dello stesso, con la montatura d'argento, il tutto accompagnato da tre corvi volanti di nero, uno nel cantone destro del capo, uno al fianco sinistro, l'altro in punta. |
|  | Saint-Maurice-de-Beynost (comune francese) Di verde, alla banda cucita di rosso, caricata in capo di un'aquila d'oro, in cuore di una spada d'argento, guarnita d'oro, e in punta di una testa di San Maurizio di profilo, nimbata d'oro e con il colletto d'argento, accompagnata in capo da una croce trifogliata d'argento e in punta da un luccio rivoltato in banda dello stesso. |
|  | Saint-Vincent (comune della provincia di Aosta) Di rosso alla figura di san Maurizio, rappresentato in una statua di legno al naturale, accompagnata da tre crescenti montanti d'argento, uno in punta e due a destra e a sinistra della statua, al capo di nero, caricato dalla croce trifogliata d'argento; il Santo è effigiato vestito di breve tunica, con le gambe scoperte da cosciali, ginocchiere e gambiere, col capo coperto dal bacinetto, e con la sinistra lo scudo visto di profilo. |
|  | San Maurizio Canavese (comune della provincia di Torino) D'azzurro, al San Maurizio cavalcante il cavallo d'argento, con i finimenti e la sella di rosso, con gli arti anteriori alzati, allumato di nero, gli zoccoli dello stesso, il Santo con il viso e le mani di carnagione, l'elmo d’oro ornato di rosso, la corazza, caricata della spada di nero posta in sbarra con la punta all'ingiù, di cuoio al naturale, gli stivali dello stesso, la tunica d'argento, il mantello di rosso, afferrante con la mano destra la briglia di rosso ed il pennone di nero, posto a banda e sostenente la bandiera bifida di rosso la croce trifogliata d'argento, il tutto rivolto. |
|  | Sandau (comune della Germania) (DE) In Gold eine schwarz gefugte, rote Burg, bestehend aus einer gezinnten Mauer und zwei Türmen mit beknauften Spitzdächern und je einer Fensteröffnung; die Türme verbunden durch ein abgeflachtes Dach mit aufgesetztem beknauften Kegel; darunter ein blau gekleideter heiliger Mauritius mit Brustharnisch und gegürtetem silbernen Schwert, in der Linken einen von Rot und Silber geteilten Schild, in der Rechten eine blaue Lanze mit silbernem, rot bekreuzten Fähnlein haltend. |
|  | Sankt Moritz (comune della Svizzera) D'oro, al San Maurizio nascente in maestà, in completa armatura d'azzurro, carica sul petto di una croce scorciata patente d'oro, nimbato d'argento, il volto d'oro, crinito di nero, impugnante con la mano destra un vessillo svolazzante in fascia d'azzurro, alla croce d'oro, astato di rosso, e con la mano sinistra impugnante l'elsa della spada d'argento, manicata d'oro. |
|  | Sauto (comune francese) D'oro, alla banda di rosso, al san Maurizio d'argento, tenente una palma nella mano destra ed una spada con la punta all'ingiù nella sinistra, attraversante sul tutto. |
|  | Vocca (comune della provincia di Vercelli) D'azzurro, al san Maurizio armato con mantello di rosso svolazzante e con il braccio destro alzato, cavalcante un cavallo bianco, passante su una pianura di verde, sullo sfondo di una catena di monti di sette vette, il tutto al naturale; il capo carico di sette stelle d'oro, ordinate in fascia, quelle mediane più basse. |

### San Mauro
Mauro di Cesena, vescovo del X secolo.
|  | San Mauro Pascoli (comune della provincia di Forlì-Cesena) Partito: il 1° d'azzurro, alla figura di San Mauro con mitra e pastorale, al naturale; il 2° d'oro, alla banda di rosso, caricata di una stella d'oro, con sei raggi. |

### San Michele Arcangelo
Sito illustrativo, su santiebeati.it.

Anche questo Santo è talmente rappresentato in araldica da meritare un articolo specifico.

## N

### San Nazario
San Nazario, martirizzato insieme a san Celso nel IV secolo
|  | Saint-Nazaire-de-Pézan (comune francese) D'azzurro, alla mezza fascia ondata abbassata d'argento, movente da destra, caricata di onde del campo e seminata di canne di palude di nero, al san Nazario al naturale, attraversante, con la mano destra appoggiata sulla spada bassa d'argento, guarnita d'oro, e tenente nella sinistra una palma di verde, accompagnato da tre rocchi d'argento, ordinati 2 e 1 nel cantone sinistro del capo. |

### San Nicodemo da Cirò o di Mammola
San Nicodemo, eremita calabrese del X secolo, fu esempio di vita monastica.
|  | Mammola (comune della provincia di Reggio Calabria) Di argento, terrazzato di verde, all'immagine di san Nicodemo al naturale, vestito del saio di nero, nimbato e tenente con la sinistra il pastorale. |

### San Nicola di Mira e di Bari
San Nicola di Mira (o di Bari), vescovo del III e IV secolo.

Attributo principale: tre sfere (borse di denaro), veste vescovile, tre bambini che escono da un mastello

Attributi aggiuntivi: tre giovinette
|  | Brentford and Chiswick (ex distretto britannico (inglese), associato a Hounslow nel 1965) Inquartato in decusse d'argento e di rosso, in capo alla figura di San Nicola Vescovo al naturale, in punta a due fasce ondate d'azzurro, e nei fianchi due spade sassoni alte, con il taglio verso l'interno, al naturale, guernite d'oro. |
|  | Buttelstedt (comune tedesco) (DE) In Silber das Brustbild des heiligen Nikolaus im goldenen Ornat. In der rechten Hand hält er ein rotes Buch, mit drei goldenen Halbkugeln geschmückt, in der linken den Bischofsstab. Vor seinen Füßen steht ein blauer Schild mit einem siebenmal von Silber und Rot geteilten Löwen. |
|  | Calascio (comune della provincia dell'Aquila) |
|  | Canolo (comune della provincia di Reggio Calabria) Campo di cielo, all'effigie di San Nicola di Bari, in maestà, il viso e le mani di carnagione, vestito con la tunica di argento, il piviale di rosso foderato di verde, il capo coperto dalla mitria d'oro rabescata con ricami dello stesso, il Santo benedicente con la mano destra, tenente con la mano sinistra il pastorale d'oro, posto in sbarra, il petto del Santo ornato dalla croce pettorale d'oro, il Santo sostenuto dalla pianura di verde, e accompagnato da due arbusti di ginestra, nodriti nella pianura, una e uno, di verde, fioriti d'oro. |
|  | Cotronei (comune della provincia di Crotone) D'oro, alla figura di San Nicola Vescovo, in maestà, il viso e le mani di carnagione, il capo coperto dalla mitria d'argento, vestito con la tunica di azzurro e con il grande manto, dello stesso, i piedi calzati di nero, tenente con la mano destra il pastorale d'argento, posto in palo, la mano sinistra posta sul petto. |
|  | Gaugrehweiler (comune della Germania) (DE) Auf blauem Hintergrund der Heilige Nikolaus mit rotem Gewand und goldenen Mantel. |
|  | Circondario di Land Hadeln (Germania) (DE) In Grün auf schwarzem Schildfuß der hl. Bischof Nikolaus, in silbernem Chorkleid, unter grünem goldgerändertem Messgewand, mit goldenen Schuhen, grüner goldgeränderter Mitra, mit silbernem Krummstab, dessen Krümme in einer goldenen fünfblättrigen Rose endet, die rechte Hand zum Segnen erhoben, mit goldenen Haaren und natürlicher Fleischfarbe. |
|  | Landstraße (distretto di Vienna, Austria) |
|  | Liptovský Mikuláš (città della Slovacchia) |
|  | Mardyck (ex comune francese, associato a Dunkerque nel 1980) D'azzurro, alla barca d'oro che porta un san Nicola di carnagione, vestito d'argento e d'oro, col pastorale e la mitra dello stesso, e benedicente con la mano destra tre ragazzi ai suoi piedi. |
|  | Pentone (comune in Provincia di Catanzaro) D'azzurro, alla figura di san Nicola al naturale, mitriato d'argento, aureolato d'oro e impugnante con la sinistra un pastorale d'argento. |
|  | San Nicola dell'Alto (comune della provincia di Crotone) D'azzurro all'immagine del Santo Patrono Vescovo uscente da uno strato di nuvole, vestito di rosso, bordato di bianco, aureolato d'oro, mitrato d'argento, tenente nella mano sinistra un pastorale dello stesso posto in banda e nella destra un ramoscello di verde. Ornamenti esteriori da Comune. |
|  | Sankt Nikola an der Donau (comune di mercato austriaco) (DE) In Schwarz auf blauem, gewelltem Schildfuß eine hölzerne (braune) Zille an einer blauen Kette, darin vorwärts gekehrt stehend der heilige Nikolaus in bischöflicher Pontifikalkleidung, in der Linken ein Buch, darauf drei goldene Kugeln (Äpfel) liegen, in der Armbeuge einen goldenen, nach auswärts gekrümmten Hirtenstab mit silbernem Fachel, die Rechte an die Brust gelegt. |
|  | Scandale (comune della provincia di Crotone) D'azzurro, al San Nicola Vescovo con una lunga stola frangiata sopra la veste, tenente nella mano destra un pastorale. |

### San Nicola da Longobardi
Nicola da Longobardi, al secolo Giovanni Battista Saggio (1650–1709) fu un religioso italiano dell'ordine dei Minimi
|  | Longobardi (comune della provincia di Cosenza) Di cielo, all'effige di san Nicola Saggio da Longobardi in maestà, con lo sguardo rivolto al cielo, il viso e le mani di carnagione, barbuto al naturale, vestito con il saio di nero, il capo coperto dal cappuccio dello stesso, nimbato d'oro, nascente dalla banda diminuita e abbassata di rosso, caricata di tre stelle a sei raggi d'oro, il Santo con il braccio destro flesso, attraversante su detta banda, con la mano verso l'alto, il braccio sinistro lungo il fianco e la mano abbassata, detta banda accompagnata inferiormente da tre montagne verdeggianti confinanti, sostenute dal mare d'azzurro ombrato d'argento, a loro volta sostenenti, tra la prima e la seconda, la torre dei Santi Quaranta d'argento, attraversante parzialmente sulla banda; lo scudo finito da una filiera d'argento. |

### Santa Ninfa
Il culto di santa Ninfa martire è diffuso soprattutto in Sicilia.
|  | Santa Ninfa (comune della provincia di Trapani) D'argento, all'effigie di santa Ninfa, alquanto volta verso il fianco sinistro, capelluta d'oro, con il viso, le mani, i piedi di carnagione, vestita con la lunga tunica di azzurro, tenente con la mano destra la palma del martirio, di verde, posta in banda, con la mano sinistra la face d'oro, infiammata di rosso, la Santa ritta ed attraversante sul terreno acciottolato al naturale, a guisa di banda alzata e fondato in punta, esso terreno posto tra due colline di verde naturale, fondate in punta e uscenti dai fianchi, la collina posta a destra, cimata dalla piccola fortezza di rosso, con la sommità irregolare e uscente dal fianco, la collina posta a sinistra cimata da altra piccola fortezza di rosso, con la sommità ugualmente irregolare. |

## O

### Sant'Olav
Sito illustrativo

Attributi: corona, stendardo di battaglia, scudo, elmo, spada, ascia, scettro, globo
|  | Ulvila (comune della Finlandia) Di verde, al Sant'Olaf d'oro tenente con le mani un'ascia da guerra e un mondo, seduto su un trono d'argento |

### Sant'Olcese
Sant'Olcese (Ursicino), vescovo francese vissuto tra il IV ed il V secolo.
|  | Sant'Olcese (comune della città metropolitana di Genova) Troncato dalla fascia abbassata scaccata di rosso e d'argento: il 1º partito di rosso e d'azzurro: a) trinciato ad una spina di botte d'oro ed ad una scaletta dello stesso poste in palo; b) ad un leone passante d'oro; il 2º di campo di cielo, alla figura di Sant'Olcese vescovo, accostato da un orso bruno fermo; nel fianco destro, una torre di pietra merlata alla guelfa, chiusa e finestrata di due, fondata su un colle al naturale; nel fianco sinistro, un albero pure al naturale, inclinato su un mulino coperto di rosso. |

### Sant'Onofrio
Onofrio, eremita in Calabria, è ricordato per i lunghi digiuni e l'austerità di vita. È celebrato il 4 agosto e non va confuso con il santo egiziano omonimo.

Attributo principale: un vecchio nudo, coperto solo dei propri capelli

Attributi aggiuntivi: l'angelo, l'ostia e il calice, il teschio, il cammello e il perizoma di foglie
|  | Sant'Onofrio (comune della provincia di Vibo Valentia) Di rosso alla figura di sant'Onofrio, di carnagione, posta di tre quarti, munita di aureola d'oro provvista di diciannove raggi, capelluta e barbuta di nero, vestita con pelli di montone d'argento e di nero, con gli avambracci, le gambe e i piedi ignudi, tenente con entrambe le mani la croce latina d'oro, con il braccio maggiore molto allungato, posta in sbarra, essa figura sinistrata dalla palma di verde, posta in sbarra alzata.                                                                                   |
|  | Centrache (comune della provincia di Catanzaro) Di cielo, all'eremita sant'Onofrio, in maestà, di marcata magrezza, ignudo, di carnagione, barbuto e capelluto di argento, aureolato d'oro, i fianchi coperti da fronde intrecciate, di verde, tenente con la mano sinistra il lungo bastone di legno al naturale, il Santo sostenuto dalla campagna d'oro, i piedi attraversanti, essa campagna caricata in punta dal ruscello di azzurro, uscente dai fianchi, sinuoso in fascia, e sostenente a sinistra la rupe d'oro, aperta dalla cavità, dello stesso, uscenti dal fianco sinistro. |

### Sant'Orsola
|  | Isole Vergini britanniche |

## P

### San Pancrazio
Pancrazio fu martirizzato a Roma nel 304 assieme ai compagni Nereo e Achilleo.
|  | Budenheim (comune della Germania) |
|  | Saint-Prancher (comune della Francia) Partito: il primo di rosso, al san Pancrazio di carnagione, vestito d'oro, tenente una palma di verde e un libro d'argento, aureolato dello stesso; il secondo semipartito, d'argento, a tre scaglioni di rosso. |

### San Paolo
Paolo di Tarso è celebrato il 29 giugno insieme a san Pietro con cui viene spesso raffigurato.
È patrono di vescovi, missionari, rover e scolte

Attributo principale: spada

Attributi aggiuntivi: cesta
|  | Azzano San Paolo (comune della provincia di Bergamo) Partito: il primo d’argento al castello di rosso, torricellato di tre pezzi, quello centrale più elevato, merlato alla guelfa, aperto e finestrato del campo; il secondo di azzurro alla figura di san Paolo, ferma su terreno al naturale.                                                                      |
|  | Biecz (comune della Polonia) San Pietro e san Paolo |
|  | Hedemora (ex comune della Svezia) Di rosso, alla figura di san Paolo al naturale, nimbato e vestito d'oro, con una spada e un libro dello stesso (stemma in uso dal 1944 al 1967) |
|  | Krobia (comune della Polonia) |
|  | Pescasseroli (comune della provincia dell'Aquila) Lo stemma rappresenta l'apostolo Paolo con il braccio destro levato in alto e la sinistra che regge il Vangelo e la spada. (D.P.C.M. del 9 dicembre 1958) |
|  | Saint-Paul-de-Vence (comune francese) D'azzurro, al san Paolo di carnagione, capelluto, barbuto, aureolato e vestito d'argento, appoggiato con la mano destra a una spada e tenente nella sinistra un libro aperto, il tutto del medesimo. |
|  | San Polo Matese (comune della provincia di Campobasso) D’oro, alla figura di san Paolo in maestà, il viso e le mani di carnagione, cappelluto e barbuto di nero, nimbato di argento, vestito con lunga tunica di azzurro, calzato di nero, tenente con la mano destra la spada di argento, posta in palo con la punta all’insù e con la mano sinistra il libro rosso. |

### San Pietro Apostolo
Primo fra i discepoli di Gesù, è ricordato il 29 giugno insieme a san Paolo con cui viene spesso raffigurato.
È patrono dei papi e dei pescatori

Attributo principale: chiavi pontificie

Attributi aggiuntivi: rete da pesca, gallo, catene, barca, croce rovesciata, tiara, croce papale
|  | Bad Oldesloe (città della Germania) (DE) In Rot das silberne holsteinische Nesselblatt, darin als Brustbild der nimbierte, blau gekleidete heilige Petrus, der einen aufrechten schwarzen Schlüssel hält. |
|  | Bad Peterstal-Griesbach (comune della Germania) (DE) In Blau auf erniedrigtem grünen Bogenschildfuß ein hersehender, silberhaariger und -gekleideter, goldnimbierter Heiliger (hl. Petrus), in der abwärtigen Rechten einen goldenen Schlüssel, Bart nach außen gekehrt, die Linke erhoben mit ausgestrecktem Daumen und Zeigefinger. |
|  | Biecz (comune della Polonia) |
|  | Ciechanów (comune della Polonia) |
|  | Cornaredo (comune della provincia di Milano) Di rosso, terrazzato di verde, al bue d'argento passante davanti ad un olmo al naturale. Capo abbassato d'oro caricato dell'immagine di San Pietro vestito di bianco. |
|  | Duszniki-Zdrój (comune della Polonia) |
|  | Eguisheim (comune francese) Di rosso, a san Pietro di carnagione, vestito d'argento e con mantello d'oro, su un terrazzo di verde, tenente nella destra una chiave d'argento, e nella sinistra un libro dello stesso. |
|  | Hochfelden (comune francese) Di rosso, a san Pietro di carnagione, capelluto e barbuto d'argento, nimbato d'oro, vestito con una tunica anch'essa d'argento, cinturata d'oro, e con un mantello dello stesso, tenente nella mano destra una chiave d'argento, con l'ingegno verso destra, e nella sinistra un libro aperto dello stesso. |
|  | Lieto (comune della Finlandia) |
|  | Mundenheim (distretto del comune di Ludwigshafen am Rhein, Germania) (DE) In Silber auf Z-förmigen schwarzem Doppelhaken stehend der heilige Petrus ganzfigurig, golden nimbiert, in der Rechten einen aufgerichteten goldenen Schlüssel haltend. |
|  | Petrovaradin (comune della Serbia) |
|  | Peterzell (distretto del comune di St. Georgen im Schwarzwald, Germania) (DE) In Blau der silbern gekleidete hl. Petrus, einen goldenen Schlüssel in der Rechten haltend. |
|  | San Pietro Apostolo (comune in provincia di Catanzaro) Di azzurro, alla effigie di San Pietro Apostolo, in maestà, aureolato d'oro, il viso, il collo, le mani, i piedi di carnagione, capelluto e barbuto di argento, vestito con la tunica d'oro e il mantello di rosso, drappeggiato in sbarra dalla spalla sinistra al fianco destro, calzato con sandali di cuoio al naturale, tenente con la mano destra le chiavi di nero poste in decusse con gli ingegni all'ingiù, sostenuto dalla pianura di verde con i piedi attraversante. |
|  | Saint-Pierre (comune della Francia, Alta Garonna) Di rosso, al san Pietro d'oro, nimbato d'argento, su una roccia dello stesso, movente dalla punta. |
|  | Treviri (Germania) Di rosso, al San Pietro, nimbato e vestito d'oro, con una chiave d'oro in palo nella mano destra e un libro di rosso nella sinistra. |
|  | Thurso (Scozia, Regno Unito) D'argento, a cinque trangle di nero, spinate nel bordo inferiore, alla figura di san Pietro nimbato al naturale, vestito d'azzurro e d’oro, tenente nella destra due chiavi in decusse, una d’oro e una d’argento, e nella sinistra una croce patriarcale d’oro. |

### San Pietro Battista
Pedro Bautista Blásquez, missionario spagnolo del XVI secolo. Legato ad una croce e trafitto con due lance, è uno dei ventisei martiri del Giappone.
|  | San Esteban del Valle (comune della Spagna) Scudo spagnolo troncato: il primo, di rosso, al busto di san Pietro Battista d'oro, attraversante due lance decussate d'argento, tenente nella mano sinistra una palma d'oro e nella destra una croce dello stesso; il secondo, d'oro, al castagno di verde, sradicato e fruttato di rosso. |

### San Pirmino
|  | Hornbach (città della Germania) |

### San Prospero martire
Sito illustrativo
|  | Catenanuova (comune della Provincia di Enna) interzato in calza ritondata: il 1°, di azzurro, alla torre d'oro, murata di nero, chiusa e finestrata dello stesso, merlata di tre, ogni merlo a sua volta merlato di tre piccoli merli alla guelfa, addestrata dalla punta di alabarda, posta in banda, d'argento, essa torre accompagnata all'ingiù da quattro stelle di sei raggi d'oro, tre e una, alternate dalla fascia diminuita, dello stesso; il 2°, d'oro, al libro d'argento, aperto, con i tagli di rosso, accompagnato in capo dall'arcobaleno di cinque pezzi, di azzurro, d'oro, di rosso, d'argento, di verde; il 3°, campo di cielo, all'effigie di san Prospero martire, quale rappresentato come patrono di Catenanuova, in maestà, aureolato d'oro, il viso, le mani, le gambe di carnagione, capelluto di castano, vestito con l'abito di verde e di oro, munito del colletto d'argento, con il sovrabito aperto, di argento e d'oro, con il grande manto di rosso, con gli stivali di cuoio al naturale, il Santo regge con la mano destra la palma del martirio, di verde, con la mano sinistra il vessillo di porpora con l'asta di oro, essa effigie sostenuta da esiguo basamento d'oro, questo fondato in punta. Sotto lo scudo, su lista bifida e svolazzante d'oro, il motto, in lettere maiuscole di nero, LEX DOCTRINA ET LABOR MUNUS MEUM (Legalità Cultura e Lavoro, il mio impegno). Gonfalone: drappo di porpora, con ornamenti d'oro. Note illustrative - Il primo campo dell'interzato rappresenta l'aspetto civile e l'autonomia da sempre avuta, sono gli emblemi della famiglia fondatrice della città, rispettivamente: gli Statella con la torre e l'alabarda, e i Riggio con le stelle e la fascia. - Il secondo rappresenta la cultura e la legalità, e l'appartenenza a: Europa, Italia, Sicilia. - Il terzo rappresenta le radici storico-cristiane, con l'effigie del Patrono della città, San Prospero martire. - I tre campi formano una "M" all'interno dello scudo, tale "M" sta per Melinventre, nome del feudo su cui nacque Catenanuova. (Decreto del 7 aprile 2003) |

## Q

### San Quintino
|  | Aizecourt-le-Haut (comune francese) Partito: nel 1º d'azzurro, al busto di san Quintino d'oro; nel 2º d'argento, alla croce a tau fioronata di rosso alle cui estremità sono appese due campanelle d'azzurro; il tutto abbassato sotto al capo di verde, caricato di tre covoni di grano d'oro, legati di rosso. |
|  | Karbach (comune della Germania) (DE) Eein gespaltenes Schild: vorn in Blau einen goldenen Schräglinksbalken, hinten in Silber St. Quintin in goldenem Panzerhemd und rotem Mantel, in der Rechten einen grünen Palmwedel, in der Linken einen Bratspieß haltend.                                                 |
|  | Saint-Quentin-au-Bosc (comune della Francia) D'azzurro, al busto di san Quintino, aureolato, con le spalle trafitte ognuna da un chiodo, il tutto d'argento, accompagnato da tre rose d'oro. |
|  | San Quintino (comune della Francia) D'azzurro, al busto di san Quintino d'argento, con le spalle trafitte ognuna da un chiodo dello stesso, accompagnato da tre gigli d'oro. |

### Santi Quirico e Giulitta
Quirico (o Ciriaco) fu martirizzato fanciullo con la madre Giulitta nel 304. È considerato protettore dei bambini.
|  | Andiast (comune della Svizzera) (DE) In Rot die goldene Julitta mit silbernem Nimbus, in der Rechten ein silbernes Schwert mit goldenem Griff haltend; mit der Linken Quiricus führend |

### San Quirino di Neuss
Quirino di Neuss fu un tribuno romano martirizzato nel II secolo.
|  | Hooglede (comune del Belgio) Di azzurro, al san Quirino d'oro, tenente uno scudo ovale dello stesso, caricato di nove torte del campo, di cui una al centro e otto disposte in orlo." |
|  | Millingen (quartiere di Rees, Germania) |

### Santa Quiteria
Santa Quiteria martire francese del V secolo
|  | Lilhac (comune francese) Interzato in pergola rovesciata: il 1º di rosso, alla croce occitana d'oro, accantonata dalle quattro mandorle pelate d'argento, addossate e ordinate in decusse; il 2º di verde, al busto di santa Quiteria, nimbato, d'oro; il 3º d'argento, alle due fasce ondate d'azzurro, alla corona di alloro, aperta, d'oro, attraversante sulle fasce. |

## R

### San Raffaele
San Raffaele Arcangelo
|  | Saint-Raphaël (comune della Francia) D'azzurro, all'arcangelo Raffaele accompagnato dal piccolo Tobia, sostenuti da una campagna, il tutto d'oro. |

### Santa Ragnhild di Tälje
|  | Södertälje (comune della Svezia) (SW) I blått fält en bild av Sancta Ragnhild med klädnad av silver, krona, gloria och stav av guld samt ett rött grekiskt kors på bröstet. (IT) D'azzurro, all'immagine di Santa Ragnhild, vestita di bianco con una croce rossa sul petto, con corona, aureola e pastorale il tutto d'oro. |

### Santa Regina
Santa Regina di Alise, vergine e martire del III secolo
|  | Sainte-Reine-de-Bretagne (comune della Francia) Scaccato d'oro e d'azzurro, alla croce di rosso, attraversante sul tutto, caricata in cuore da una statua di santa Regina d'argento, nimbata d'oro, alla pianura di verde; al capo d'armellino. |

### San Remigio di Reims
San Remigio, vescovo di Reims

Attributi: bastone pastorale, ampolla d'olio
|  | Baarle-Hertog (città del Belgio) D'azzurro, a san Remigio sostenuto da una terrazza isolata, il tutto d'oro. |
|  | Dahenfeld (frazione di Neckarsulm in Germania) Di rosso, al san Remigio vescovo nascente, vestito d'argento, con una mitra dello stesso, tenente nella mano destra un pastorale d'oro e nella sinistra un'ampolla per unguenti di azzurro.                                                                                          |
|  | Mauchenheim (comune tedesco) D'azzurro, a san Remigio vescovo sotto un baldacchino d'oro, vestito d'argento, con una mitra d'argento bordata d'oro, tenente nella mano destra un pastorale d'oro e nella sinistra un libro di rosso decorato d'oro, con ai suoi piedi uno scudo d'oro, caricato della lettera maiuscola M di rosso. |

### Santa Restituta
Santa Restituta d'Africa (o di Teniza), martire del IV secolo, è patrona di Lacco Ameno.
Attributi: palma, giglio, grappolo d'uva e barca
|  | Lacco Ameno (comune della città metropolitana di Napoli) |

### Santa Rictrude
Santa Rictrude di Marchiennes, badessa franca del VII secolo
|  | Boiry-Sainte-Rictrude (comune della Francia) (FR) Parti: au 1er d'azur à sainte Rictrude de carnation, vêtue d'argent, nimbée d'or, tenant dans sa dextre un livre de gueules et dans sa senestre un sceptre fleurdelisé d'or; au 2e d'or aux rais d'escarboucle de sable allumé de gueules Incongruenza tra disegno e blasonatura: La blasonatura riporta un raggio di carbonchio. |

### San Rocco
|  | Cestas (comune della Francia) Inquartato, nel primo e nel quarto al grugno di cinghiale eradicato al naturale; nel secondo e nel terzo di verde all'alveare d'oro aperto di nero; sul tutto san Rocco aureolato d'argento tenente uno bordone dello stesso. |
|  | Collelongo (comune della provincia dell'Aquila) |

### San Ruperto
Ruperto di Salisburgo (†718), vescovo di Worms e vescovo e abate di Salisburgo, considerato l'apostolo di Baviera e di Carinzia.
|  | Guttaring (comune austriaco) D'azzurro, a san Ruperto in maestà, vestito da vescovo, con camice d'argento, piviale di rosso bordato d'oro, e mitra d'oro, impugnante con la destra un calice d'oro posto davanti al petto, e con la sinistra un pastorale anch'esso d'oro." |

## S

### San Saturnino
San Saturnino, primo vescovo di Tolosa nel III secolo
|  | Saint-Saturnin-lès-Avignon (comune francese) D'azzurro, al san Saturnino d'argento, tenente in mano il pastorale e benedicente, posto su un terrazzo dello stesso, accostato da due stelle d'oro. |

### San Sebastiano
Attributo principale: frecce, corpo seminudo
|  | Aprigliano (comune della provincia di Cosenza) D'azzurro, al san Sebastiano di carnagione, coperto da un perizoma di bianco, legato ad un tronco d'albero in sbarra e trafitto da cinque frecce di nero. |
|  | Blieskastel (comune della Germania) |
|  | Jacurso (comune in provincia di Catanzaro) |
|  | Salmannsdorf (quartiere del distretto di Döbling, Vienna, Austria) |
|  | Nußbach (distretto del comune di Oberkirch, Germania) |
|  | Ovindoli (comune della provincia dell'Aquila) Cerchio dorato contenente l'immagine di san Sebastiano trafitto da frecce.                                                                                 |
|  | Sevenum (comune dei Paesi Bassi, stemma in uso fino al 2010) |

### Santa Severina
|  | Santa Severina (comune della provincia di Crotone) D'oro, alla figura di santa Severina, di carnagione, in maestà, vestita di corta tunica azzurra, impugnante per le lame due stiletti d'argento, con le punte appoggiate alle spalle, lo stiletto di destra posto in banda, quello di sinistra in sbarra, la gamba destra incrociata in banda su quella sinistra. |

### San Severino abate
San Severino, abate del V secolo
Attributi principali: mitra, bastone pastorale e paramenti vescovili
Attributi aggiuntivi: cavallo e bandiera
|  | Mercato San Severino (comune della provincia di Salerno) D'azzurro, alla fascia d'argento, carica delle lettere V S S di nero, accompagnata in capo dalla figura di San Severino nascente, e in punta da una stella d'oro. |
|  | San Severo (comune della provincia di Foggia) Campo di cielo, alla figura di san Severino in abito sacerdotale, aureolato, cavalcante un cavallo baio dorato, corrente sopra delle nuvole al naturale: il Santo sostenente con la mano destra avanzata l'asta di una bandiera bifida di rosso caricata della croce scorciata d'argento, e la sinistra distesa a protezione della città posta nella punta dello scudo verso sinistra. |

### San Sigebaldo di Metz
San Sigebaldo (o Sigibaldo) fu vescovo di Metz tra il 716 e il 741.
|  | Neuwiller-lès-Saverne (comune della Francia) D'azzurro, seminato di crocette d'argento, al vescovo Sigebaldo, con pastorale e mitra d'oro, attraversante sul tutto. |

### San Sigfrido di Växjö
Attributi: un cesto contenente tre teste, abiti vescovili
|  | Växjö (comune della Svezia) (SV) I fält av silver en av en vågskura bildad blå stam och däröver en naturfärgad bild av S:t Sigfrid, stående, klädd i röd klädnad och med gloria av guld samt hållande i högra handen en kräkla och i den vänstra en kyrka, båda av guld. |

### San Sinforiano
Sinforiano di Autun, martire del II secolo
|  | La Gripperie-Saint-Symphorien (comune francese) Interzato in pergola rovesciata: nel primo di verde, al san Sinforiano vescovo d'oro; nel secondo di rosso all'airone d'argento, imbeccato e membrato d'oro; nel secondo d'oro, alla tartaruga di nero, in palo. |

### San Sostene
San Sostene di Calcedonia, martire del IV secolo

Attributi: vestito da soldato, rogo
|  | San Sostene (comune della provincia di Catanzaro) |

### Santo Stanislao di Cracovia
Santo Stanislao, vescovo di Cracovia e martire, ricordato l'11 aprile
|  | Brześć Kujawski (comune della Polonia) Santo Stanislao con san Pietro apostolo |
|  | Raba Wyżna (comune della Polonia)                                              |

### Santo Stanislao Kostka
Stanislao Kostka è stato un gesuita polacco
|  | Czernice Borowe (comune della Polonia) |

### Santo Stefano
Santo Stefano protomartire
Attributo principale: pietre

Attributi aggiuntivi: dalmatica
|  | Argelliers (comune della Francia) Di rosso a Santo Stefano vestito da diacono d'argento, la dalmatica d'azzurro bordata d'oro, tenente nella mano destra una palma dello stesso e nella sinistra tre pietre d'argento insanguinate di rosso. |
|  | Le Faget (comune della Francia) D'azzurro, al Santo Stefano d'argento, tenente una rosa di rosso |
|  | Saint-Étienne-les-Orgues (comune francese) D'azzurro, al santo Stefano, vestito da diacono, d'oro, posto a destra su di una terrazza di nero, con le braccia tese e levante gli occhi al cielo, sinistrato in capo da una mano anch'essa d'oro, movente dalla parte superiore del fianco sinistro e sostenuta da tre ciottoli dello stesso, male ordinati. |
|  | Salses-le-Château (comune francese) D'azzurro, al santo Stefano al naturale, su una terrazza d'oro, tenente nella mano destra una palma di verde e nella sinistra un libro d'argento, accompagnato da sei gigli d'oro, ordinati in palo, tre a destra e tre a sinistra. |
|  | Sankt Stephan (comune della Svizzera) |
|  | Santo Stefano del Sole (comune della provincia di Avellino) Di rosso, a Santo Stefano di carnagione, barbuto e crinito al naturale, con cotta e dalmatica bianca, aureolato d'oro, fermo sul terzo di quattro gradini di pietra moventi dalla punta, con la testa rivoltata verso un pellegrino fermo sull'ultimo gradino, vestito di bianco, impugnante con la sinistra un bordone d'oro posto in palo; fra i due un cane d'argento, fermo, rivoltato; il tutto sormontato da un sole d'oro. |
|  | Santo Stefano di Rogliano (comune della provincia di Cosenza) Partito: nel primo, di azzurro, alla effige di Santo Stefano, in maestà, il viso, il collo, la mani di carnagione, la testa volta verso sinistra, aureolata d'oro, capelluta di nero, il Santo vestito con il camice d'argento e con la dalmatica di rosso, guarnita d'oro, tenente con la mano destra la pietra di nero, strumento del martirio, con la mano sinistra la palma di verde, posta in sbarra alzata, essa effige sostenuta dalla pianura di rosso; nel secondo, d'oro, alla torre di rosso, mattonata di nero, merlata alla guelfa di cinque, finestrata di due, in palo, dello stesso, chiusa di nero, sulla pianura di verde. |
|  | Santo Stefano di Sessanio (comune della provincia dell'Aquila) Partito nel primo di azzurro, al santo Stefano in maestà, di carnagione, aureolato d'oro, capelluto di nero, vestito con la dalmatica di rosso, ornata in basso dal tassello trapezoidale d'oro, e con il camice d'argento, tenente con la mano destra la torre di rosso, mattonata di nero, merlata alla guelfa di quattro, e con la mano sinistra la palma del martirio di verde, posta in sbarra alzata, il Santo sostenuto dalla pianura di verde, nel secondo d'oro alle sei palle poste in cinta, la palla posta in capo, più grande di azzurro, che ricadono tre gigli di oro, bene ordinati, le altre palle di rosso.               |
|  | Stephanskirchen (comune della Germania) Troncato: nel primo di verde, al santo Stefano vestito d'argento e nimbato d'oro, nascente dalla partizione, tenente nella mano sinistra un messale di rosso, con tre pietre d'oro; nel secondo d'argento, alla barchetta di verde. |
|  | Svitávka (comune mercato della Repubblica Ceca) |

## T

### San Taurino
|  | La Ferté-Imbault (comune francese) Di rosso, al san Taurino vescovo d'argento, tenente con la sinistra un pastorale episcopale dello stesso e benedicente con la destra. |

### San Teodoro
|  | San Mango sul Calore (comune della provincia di Avellino) D'azzurro, a san Teodoro, in maestà, di carnagione, con la testa leggermente volta a destra, capelluto e barbuto di nero, vestito con la tunica di argento e con il manto di rosso, mitrato d'oro, rabescata con croce pure di rosso, benedicente con la destra, impugnante con la sinistra il pastorale d'oro, posto in sbarra. |

### San Tommaso
San Tommaso Apostolo

Attributo principale: lancia
|  | Giovinazzo (comune della provincia di Bari) D'azzurro, alla figura di san Tommaso Apostolo di carnagione, vestito di tunica verde e di mantello bianco, nimbato d'oro, tenente con la destra a metà alzata una corona d'oro all'antica e con la sinistra abbassata un compasso. |
|  | Tomaszów Lubelski (città della Polonia) |
|  | Zamość (città della Polonia) |

### San Torpete
San Torpete (o Torpes e Torpè) martire del I secolo

|  | Saint-Tropez (comune della Francia) D'azzurro, a san Torpete vestito da pellegrino d'oro, nimbato dello stesso, tenente con la mano destra una spada bassa d'argento, il tutto su una terrazza pure d'oro, caricata dall'iscrizione SAINT-TROPEZ in lettere maiuscole di nero. |

### Santa Trofimena
Santa Trofimena, martire del VII secolo
|  | Minori (comune della provincia di Salerno) Troncato: nel 1º d'azzurro, al busto nascente di S. Trofimena di oro, coronata, impugnante con la destra la croce, con la sinistra la palma, il tutto d’oro; nel 2° di rosso, a due fasce d’argento. Ornamenti esteriori da Comune. |

### Santa Tydfil
Santa Tydfil, vergine e martire del V secolo

|  | Distretto di contea di Merthyr Tydfil (Galles) D'azzurro, alla figura di santa Tydvil martire, accompagnata in capo da due croci patenti scorciate dal piede aguzzo, il tutto d'oro. Motto: Nid Cadarn Ond Brodyrdde ("Non c'è forza senza unione"). |

## U

### Sant'Uberto di Liegi
Sant'Uberto di Liegi o di Maastricht, vescovo del VI-VII secolo

Attributo principale: cervo crucifero, veste vescovile

Attributi aggiuntivi: stola, chiave, cavallo, cane, corno da caccia, falcone sul braccio
|  | Mill en St. Hubert (comune dei Paesi Bassi) |

### Sant'Ulrico d'Augusta
Attributo: paramenti episcopali, a cavallo impugnante una croce.
|  | Ortisei (comune della provincia di Bolzano) Scudo in campo d'oro con la figura di S. Ulrico, vestito dagli ornamenti vescovili, che tiene in alto nella mano destra una croce d'oro, montato su un cavallo bianco coi finimenti d'oro e coperto di un drappo azzurro, poggiato sopra tre cime di montagne verdi. Sopra lo scudo una fascia d'azzurro caricata di tre scudetti di argento, equidistanti ed intercalati da due svolazzanti api d'oro. |

### Sant'Urbano
Sant'Urbano di Nicomedia, martire
|  | Cassine (comune della provincia di Alessandria) Troncato: nel primo d'oro, alla figura di sant'Urbano al naturale, armato alla romana, tenente con la destra una croce astile di nero, e con la sinistra una palma di verde; nel secondo d'azzurro, a tre cascine d'argento, coperte di rosso, chiuse e finestrate di nero, poste 2, 1. |

## V

### San Valentino
San Valentino di Terni, vescovo e martire
|  | Pigniu (comune della Svizzera) (DE) In Rot hinter einem Knaben stehend der silberne (weisse) Heilige Valentin als Bischof. |

### San Valerio di Langres
San Valerio di Langres, diacono e martire, ucciso dai pagani nel territorio di Besançon.
|  | Saint-Vallier-de-Thiey (comune francese) D'argento, al san Valerio (Saint Vallier) vescovo, di carnagione, benedicente con la mano destra, vestito con il camice d'argento, il piviale d'azzurro foderato di rosso, la mitra d'azzurro bordata d'oro, tenente nella mano sinistra un pastorale dello stesso. |

### Santa Verena
Santa Verena di Zurzach, vergine del III-IV secolo

Attributi: orciuolo e pane, doppio pettine e brocca
|  | Stäfa (comune della Svizzera) (DE) In Silber die heilige Verena, golden nimbiert, in goldenem Kleid und rotem Mantel, in der Rechten einen goldenen Kamm, mit der Linken einen grünen Wasserkrug haltend. |

### San Vigberto
Vigberto di Fritzlar, o Wigberto o Wippertus, abate inglese del VII-VIII secolo.
Attributi: una roncola e un tralcio di vite
|  | Kölleda (comune della Germania) (DE) In Silber der heilige Wippertus mit Stab und Trauben; darunter ein Wappenschild mit dreiblättrigem Eichenlaub auf schwarzem Grund. |

### San Vincenzo martire
Vincenzo di Saragozza, diacono e martire del III secolo

Attributi: dalmatica, palma, strumenti del martirio (cavalletto, macina legata al collo, graticola, uncino), corvo, barca, grappolo d'uva
|  | Kostomłoty (comune della Polonia) |
|  | Saint-Vincent (comune dell'Alta Garonna, Francia) D'azzurro, al san Vincenzo d'argento, al capo cucito di rosso, caricato di un crescente d'oro, accostato da due stelle d'argento. |
|  | San Vincenzo Valle Roveto (comune della provincia dell'Aquila) Tagliato dalla sbarra diminuita e abbassata, di azzurro, caricata del motto in lettere maiuscole d'oro AUXILIUM EX ALTO; nel primo, di argento, al busto di San Vincenzo di Saragozza Martire, in maestà, capelluto di nero, il viso di carnagione, le mani giunte in preghiera, dello stesso, aureolato di rosso, vestito di rosso, con la cappa di verde, bordata d'oro, esso busto nascente dalle due palme del martirio, di verde, una in banda, l’altra in sbarra, decussate in punta, il Santo accompagnato a sinistra dalla rocca d’oro, murata di nero, merlata alla guelfa, la torre centrale più alta e più larga, merlata di cinque, finestrata di due in palo di nero, la torri laterali merlate di tre e finestrate di una dello stesso; nel secondo, di verde, alla sbarra ondata, diminuita, formata da quattro traverse diminuite, ondate di argento e di azzurro, alternate. Ornamenti esteriori da Comune. |
|  | São Vicente (comune del Portogallo) |

### San Vincenzo Ferreri
|  | Fisciano (comune della provincia di Salerno) Troncato semipartito con la fascia in filetto d'oro sulla troncatura: il PRIMO, di azzurro, al busto di San Vincenzo Ferreri, sostenuto dalla fascia in filetto, il viso, il collo, le mani di carnagione, vestito di nero e di bianco al naturale, il capo ornato dalla lingua di fuoco di rosso, aureolato d'oro, capelluto di nero, benedicente con la mano destra, la mano sinistra tenente stretto al petto il libro aperto, d'oro, recante la scritta, in lettere di nero, TIMETE DEUM ET DATE ILLI HONOREM, il Santo accompagnato da due rose di rosso bottonate d'oro, una a destra, l'altra a sinistra; il SECONDO, di rosso, al libro aperto d'oro; il TERZO, di azzurro, alla ruota dentata di quattro raggi, di nero, attraversata da due spighe di grano, poste in decusse, d'oro. Sotto lo scudo, su lista bifida e svolazzante di azzurro, il motto, in lettere maiuscole di nero, A LUCE PRIMORDIA DUCIT - NATURA POTENTIOR ARS. |

### San Vitaliano da Capua
San Vitaliano di Capua, vescovo del VII secolo
|  | San Vitaliano (comune della provincia di Napoli) Di azzurro, all'effigie di san Vitaliano Vescovo, benedicente, in maestà, posto a sinistra, movente dalla punta, il viso e le mani di carnagione, barbuto di nero, il Santo con la mitria d'oro, rabescata dello stesso, aureolato d'oro, vestito con il camice d'argento e con il piviale dello stesso, ricamato d'oro, foderato di rosso, con la stola d'argento ornata da ricami d'oro, tenente con la mano sinistra il pastorale d'oro, posto in palo, il Santo attraversante la campagna di verde e il campo d'azzurro, accompagnato dal palmizio, nodrito nella campagna a destra, con il tronco al naturale e la chioma di verde. Sotto lo scudo, su lista bifida e svolazzante di azzurro, il motto, in lettere maiuscole di nero, PALMULA PRISTINUM NOMEN MEUM. |

### San Vito
Attributo principale: calderone

Attributi aggiuntivi: leone, lampada d'argilla, gallo bianco
|  | Flein (comune della Germania) (DE) In Blau auf gold-roten Flammen ein goldener Kessel, darin der unbekleidete, golden nimbierte, betende heilige Veit. |
|  | Fützen (quartiere del comune di Blumberg, Germania) (DE) In Gold auf grünem Boden stehend der golden nimbierte hl. Vitus in blauem Mantel und rotem Untergewand, in der Rechten einen grünen Palmzweig, in der Linken einen goldenen Reichsapfel haltend. |
|  | San Vito (comune della provincia del Sud Sardegna) |
|  | San Vito Chietino (comune della provincia di Chieti) |
|  | San Vito sullo Ionio (comune della provincia di Catanzaro) D'argento alla figura di san Vito in maestà, di carnagione aureolata d'oro, con le chiome d'oro, vestita di tunica d'azzurro e di mantello di rosso, impugnante con la destra la croce di rosso in sbarra, con la sinistra il libro dei vangeli d'oro e la palma del martirio di verde, in sbarra accompagnato nel cantone destro della punta dal cane bianco pezzato di nero, rivoltato e seduto |
|  | Sankt Veit an der Glan (comune dell'Austria) (DE) Im blauen Schild ein von zwei silbernen, schwarz gerauteten (gegitterten), oben mit einer doppelten, in der Mitte mit einem einfachen Wasserschlangengesims versehenen und mit einer goldenen Kugel besetzten romanischen Türmen flankierter Torbogen, der das Brustbild des heiligen Veit in rotem Chorrock, weißem Hemd mit goldener (gelber) Stola und goldenem Heiligenschein umschließt. In der Rechten hält der Heilige einen großen Palmzweig, während die linke Hand segnend erhoben ist. Oberhalb des mit der Inschrift S. Vitus versehenen und mit einer goldenen Kugel besetzten, schwarz gerauteten (gegitterten) Torbogens befinden sich zwei goldene Sterne. |
|  | Sankt Veit im Pongau (comune dell'Austria) (DE) Im roten Schilde die Darstellung des hl. Veit, nämlich der unbekleidete Oberkörper eines jugendlichen Mannes mit zum Gebet gefalteten Händen und goldnimbiertem Haupte, der aus einem auf einem niedrigen, brennenden Scheiterhaufen ruhenden schwarzen Kessel hervorragt. |
|  | Veitsbronn (comune della Germania) (DE) In Silber die linksgewendete, rot gekleidete Figur des heiligen Veit mit goldenem Buch und schwarzem Hahn; der Figur ist ein blauer Wellenbalken unterlegt. |
|  | Veitshöchheim (comune della Germania) (DE) In Rot ein aus einem dreikugelfüßigen, zweihenkligen, goldenen Kessel herausragender, unbekleideter, golden nimbierter Mann in natürlichen Farben mit vor der Brust gefalteten Händen, begleitet oben rechts und links von je einem sechszackigen golden Stern. In den Aussparungen (Speerruhen) des Tartschenschildes ist links die schwarze Zahl „15“und rechts die schwarze Zahl „63“angebracht. |
|  | Zalewo (comune della Polonia) |

### San Vittore
San Vittore il Moro martire del III-IV sec.
|  | Caiolo (comune della provincia di Sondrio) Partito: il primo di rosso, alla figura di san Vittore in maestà, aureolato, vestito con la corta tunica, la lorica, il mantello, le calighe ai piedi, impugnante con la mano destra il gladio con la punta all'insù, con la mano sinistra la palma del martirio, gladio e palma in palo, il tutto d'oro; il secondo, fasciato di nero e d'oro, la seconda fascia alle due stelle di sei raggi di nero, la quinta alle due simili stelle d'oro. |
|  | Otricoli (comune della provincia di Terni) Di azzurro, alla effigie di San Vittore, aureolato d'oro, viso, collo, braccia, gamba di carnagione, con l'elmo e la corazza di acciaio al naturale, l'elmo ornato da piume di rosso, con il manto dello stesso sventolante a destra, con le calighe di cuoio al naturale, il Santo tenente con la mano sinistra l'asta di argento del vessillo bifido, dello stesso, sventolante a destra e caricato dalla crocetta di rosso, il Santo cavalcante il cavallo rivoltato, di baio al naturale, i finimenti di nero, la sella di verde, il cavallo con tre arti attraversanti la pianura di verde, l'arto anteriore destro alzato; il tutto accompagnato nel cantone sinistro del capo dall'ombra di sole, d'oro. Ornamenti esteriori da Comune |
|  | Varese (provincia della Lombardia) D'argento inquartato dalla croce diminuita, di rosso: il primo, alla effigie di San Vittore, movente dal braccio orizzontale della croce, il viso e le mani di carnagione, vestito con la tunica di rosso e con la corazza di cuoio al naturale, il capo coperto dall'elmo, dello stesso, il fianco destro sostenente la daga di argento, il Santo tenente con la mano destra l'asta di nero munita del vessillo bifido, di bianco al naturale, caricato dalla crocetta di rosso, con la mano sinistra la palma di verde; il secondo, al gallo ardito, di rosso; il terzo, alla lettera maiuscola B, di rosso, accompagnata in punta dalla fiamma, dello stesso; il quarto, al castello di rosso, mattonato di nero, merlato alla guelfa, le due torri ognuna di tre, il fastigio di tre, esso castello aperto del campo, finestrato di sei nelle torri, tre e tre, dello stesso, sormontato dal tortello di nero. |

### Santa Vittoria
|  | Santa Vittoria d'Alba (comune della provincia di Cuneo) D'argento, alla figura della Santa aureolata di oro, vestita d'azzurro, tenente nella mano destra una spada, posta in banda, e nella sinistra un castelletto di rosso, torricellato di un pezzo centrale, aperto e finestrato, e ferma su di una pianura |

### San Vivenzio
San Vivenzio eremita, protettore principale di Blera, in provincia di Viterbo di cui fu vescovo dal 457 al 484
|  | Blera (comune della provincia di Viterbo) D'argento, alla figura di san Vivenzio protettore, in abiti vescovili, tenente nella destra il pastorale e nella sinistra una chiesa, il tutto al naturale. |